# IKEA
IKEA ist ein multinationaler Einrichtungskonzern. Das Unternehmen wurde 1943 von Ingvar Kamprad in Schweden gegründet und gehört inzwischen der im niederländischen Delft registrierten Stiftung Stichting Ingka Foundation.

## Geschichte

### Gründung und erster IKEA-Katalog
Der damals 17-jährige Ingvar Kamprad gründete das Unternehmen 1943 in Schweden. Das Akronym IKEA setzt sich aus den Anfangsbuchstaben von Ingvar Kamprad, des elterlichen Bauernhofs Elmtaryd und des Dorfes Agunnaryd zusammen, in dem der Hof lag. Zunächst verkaufte die Firma diverse Konsumgüter, darunter Kugelschreiber, Brieftaschen, Bilderrahmen, Tischdecken, Uhren, Streichhölzer, Schmuck, Nylonstrümpfe und Postkarten.
1947 begann Kamprad, auch Möbel per Versand zu verkaufen, besonders an die Bauern der historischen Provinz Småland. So konnte er die Kosten vom Hersteller bis zum Kunden niedrig halten.
1951 erschien der erste IKEA-Katalog. Das Geschäft konzentrierte sich nun nur noch auf Möbel. In IKEA-Katalogen wurden bald Möbel nicht nur als einzelne Objekte, sondern als Teil eines gesamten, fertig eingerichteten Zimmers abgebildet. Diese Darstellungen waren zur damaligen Zeit ungewöhnlich. Die Kataloge wurden zum Bindeglied zu den Kunden und zum wichtigsten Marketinginstrument des Unternehmens.
Ab 1955 bot Kamprad erstmals eigens für IKEA entworfene Möbel an. Die Möbel wurden zur Einsparung von Montage- und Versandkosten ab 1956 als Bausatz verschickt.

### Eröffnung erster Möbelhäuser und Krise in den 1970er Jahren

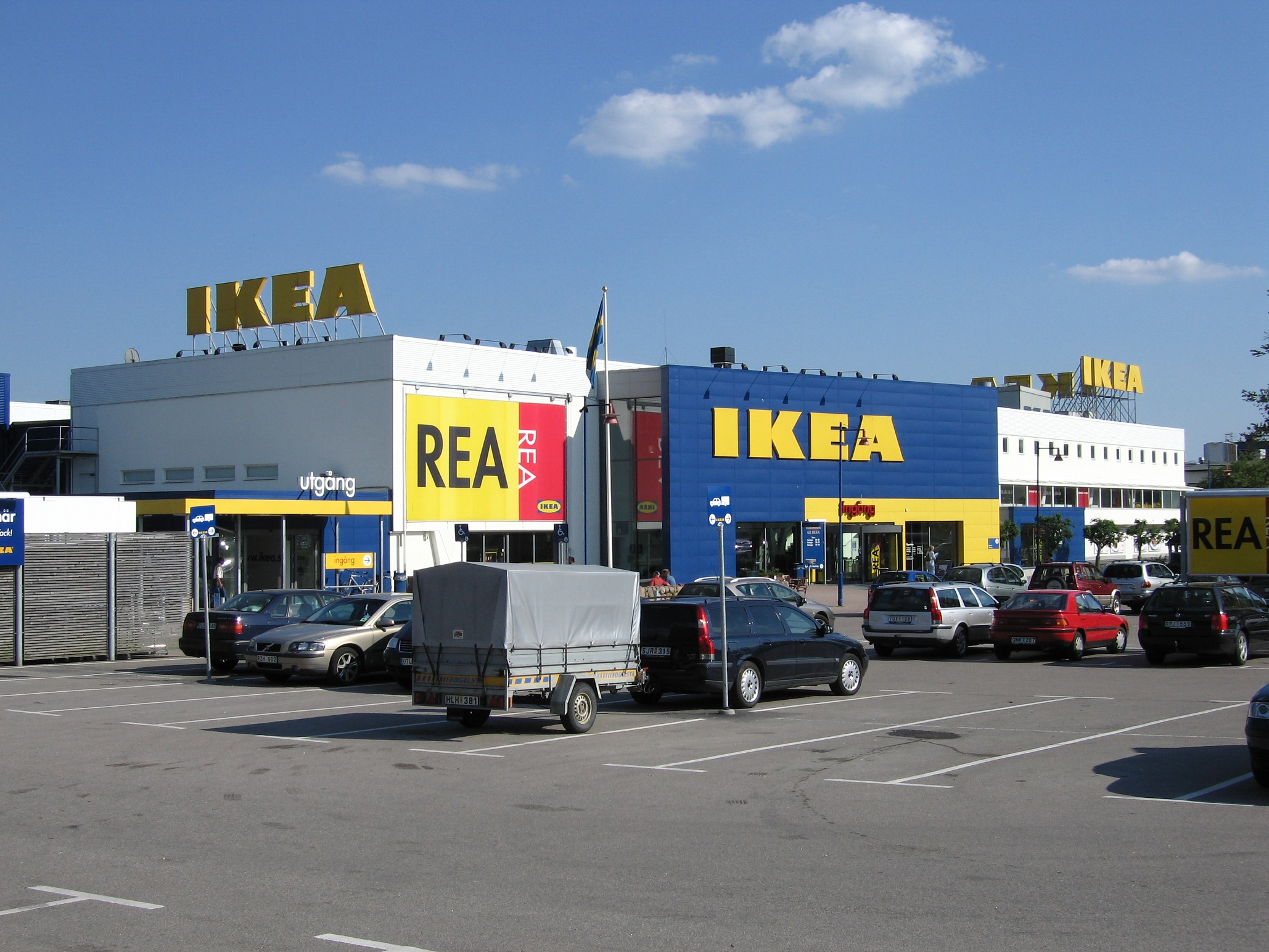
IKEA-Möbelhaus in Älmhult

Am 30. Oktober 1958 eröffnete in Älmhult das erste IKEA-Möbelhaus.
Zu einer weiteren Stütze des IKEA-Konzepts wurde der Selbsttransport der Möbel durch die Kunden. Zudem sollte es auf Anregung Kamprads von Anfang an in jedem Warenhaus auch ein Restaurant geben, um leeren Einrichtungshäusern zur Mittagszeit entgegenzuwirken. Daraus entstand IKEA Food Service (IFS). Im so genannten „Schweden Shop“ lassen sich außerdem Fertiggericht-Produkte kaufen. Die in den Restaurants angebotenen Speisen sind schwedischen Nationalgerichten nachempfunden, werden jedoch länderspezifisch variiert. Der Verzehr mitgebrachter Speisen ist erlaubt, darüber hinaus wird kostenlose Babynahrung angeboten.
Die sich durch die Niedrigpreise in ihrer Existenz bedroht fühlende, etablierte schwedische Möbelindustrie rief zu Beginn der 1960er-Jahre zum Boykott von IKEA auf. Die Zulieferer wurden durch andere Möbelfirmen gezwungen, IKEA nicht mehr zu beliefern, da diese ihnen ansonsten keine Güter mehr abnehmen würden. Kamprad löste die erste Krise des Unternehmens dadurch, dass er auf dem Höhepunkt des Kalten Krieges seine Möbel fortan in Polen produzieren ließ und somit die Preise nochmals drückte. 1963 expandierte IKEA über die Landesgrenzen hinweg und eröffnete ein Möbelhaus im norwegischen Asker, nahe Oslo.
1965 wurde bei Kungens kurva ein weiteres IKEA-Haus im Raum Stockholm eröffnet, das damals größte Möbelzentrum Schwedens. Der Ansturm übertraf die Erwartungen, so dass nicht alle Möbelbestellungen abgearbeitet werden konnten. Daraufhin ließ Kamprad die Lager für die Kunden öffnen. Bis heute sind die Lager Verkaufsraum geblieben.
In den 1970er Jahren propagierte IKEA die Möbel als Modeartikel und Verbrauchsgegenstand („Benutze es und wirf es weg“). Möbel sollten nicht mehr über Generationen verwendet werden wie damals noch üblich. IKEA erarbeitete sich ein Image, das für moderne ästhetische Wohnkultur steht. Doch mit mangelnder Qualität setzte IKEA seinen Ruf aufs Spiel. Daraufhin wurde begonnen, die Produktion stärker zu automatisieren und damit die Qualität sowie die inhaltliche Vollständigkeit der Möbelpackungen (oft fehlten Einzelteile wie Schrauben) zu verbessern.
1973 kam es zur zweiten schweren Krise des Unternehmens. Inflation und Ölkrise ließen die Produktionskosten steigen. Doch IKEA gab schon damals in seinen Katalogen eine Preisgarantie für das gesamte Jahr. Durch „heimliche“ Preiserhöhung und besondere (nur den Angestellten bekannte) Kennzeichnung derjenigen Artikel, die nicht im Katalog aufgeführt waren, gelang es dem Unternehmen, das Versprechen zu halten und dennoch Gewinne einzufahren.
Einen großen PR-Schaden erlitt IKEA 1994: Schwedische Zeitungen brachten Ingvar Kamprad mit nationalsozialistischen Gruppierungen in Verbindung. Die Medien deckten auf, dass er die rechte Organisation eines Freundes und bekannten Nationalsozialisten bis 1945 finanziell unterstützt hatte. Schnell wurde zum Boykott aufgerufen. Kamprads Großmutter war Deutschböhmin und hatte wohl seine politische Meinungsbildung nationalistisch beeinflusst. Kamprad entschuldigte sich in einem offenen Brief bei seinen Mitarbeitern und den Kunden und bezeichnete die Zahlungen als „größte Dummheit meines Lebens“.
2018 verkündete IKEA, in neue Warenhäuser und mehr Onlinegeschäft investieren zu wollen.

### Einführung von Fertighäusern

Logo von BoKlok

1997 wurden in Schweden Fertighäuser als neues Produkt eingeführt. Die Expansion der unter dem Markennamen BoKlok verkauften Häuser erfolgte in den Folgejahren nach Dänemark, Finnland und Norwegen. Im Jahr 2007 wurden die ersten Häuser in England verkauft, in Deutschland im April 2010. Anfang 2012 wurde der Vertrieb in Deutschland mangels Erfolg nach nur acht verkauften Häusern eingestellt; zuvor hatte die Stiftung Warentest den Häusern ein schlechtes Zeugnis ausgestellt.

### Anschlagsserie in Europa 2011
Ende Mai 2011 begann eine Anschlagsserie auf IKEA-Möbelhäuser in Europa. Nach Explosionen kleinerer Sprengsätze in IKEA-Einrichtungshäusern in Son en Breugel bei Eindhoven, im französischen Lille und im belgischen Gent fand am 10. Juni 2011 auch eine kleinere Sprengsatzexplosion in einem Markt in Dresden statt, bei der zwei Menschen leicht verletzt wurden. Nachdem am 2. September ein Sprengsatz in einem Mülleimer vor einem Prager IKEA-Einrichtungshaus gefunden und entschärft worden war, räumte der Konzern am 21. September 2011 ein, dass es sich um eine Erpressung handele.
Anfang Oktober 2011 nahm die Polizei zwei Männer in der polnischen Woiwodschaft Kujawien-Pommern fest, die im Verdacht stehen, den Konzern erpresst zu haben. Die Verdächtigen gestanden kurz darauf, die Anschlagsserie verübt zu haben.

### Second-Hand-Filiale
Der schwedische Konzern eröffnete Ende Oktober 2020 in Eskilstuna/Schweden seine erste Second-Hand-Filiale. Hintergrund dieser Neueröffnung sei ein Strategiewechsel des Unternehmens, der nach eigenen Angaben der Imagepflege dienen soll und dem Unternehmen in zehn Jahren eine Wende hin zur „Circular Economy“ verhelfen soll. Dabei soll eine Art Kreislaufwirtschaft entstehen, in der möglichst wenig neue Ressourcen verbraucht werden. Gleichzeitig gab IKEA bekannt, dass sie mit dieser Strategie durchaus an dem wachsenden Gebrauchtmöbelmarkt partizipieren wollen, der bisher fast nur von Wohltätigkeitsorganisationen abgedeckt wird.

## Konzernstruktur
Der IKEA-Gründer Ingvar Kamprad hat eine komplexe globale Unternehmensstruktur geschaffen, um sein Erbe zu sichern.

### Stiftung INGKA

IKEA-Konzernstruktur

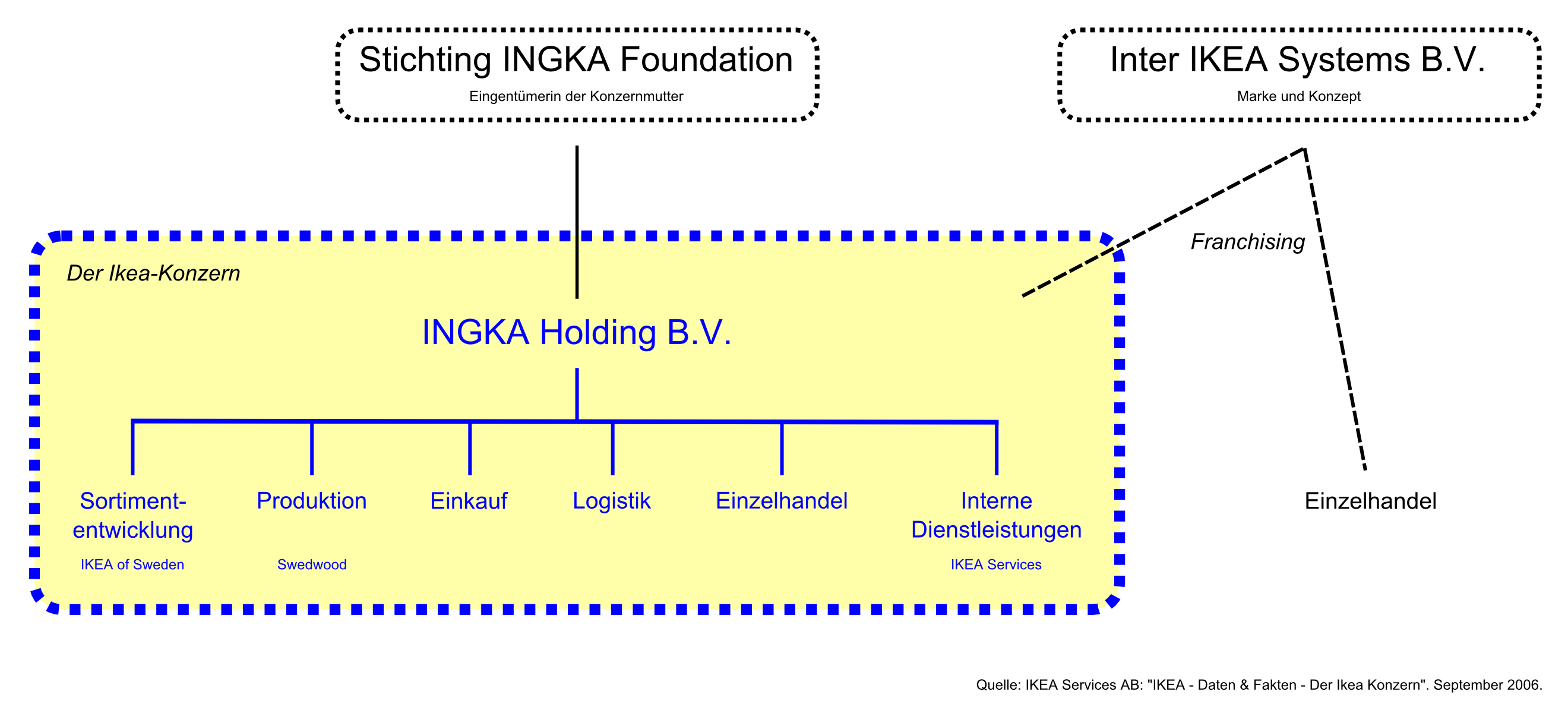
Organigramm des IKEA-Konzerns, hier ohne die Interogo-Stiftung in Vaduz dargestellt

Eigentümer des IKEA-Konzerns ist die Stiftung Ingka Foundation mit Sitz in den Niederlanden. Ingvar Kamprad saß im Aufsichtsrat der Stiftung. Als eine gemeinnützig registrierte Stiftung zahlt die Stichting INGKA Foundation nur wenig Steuern und ist vor einer Firmenübernahme geschützt. Mit einem Wert von 36 Milliarden US-Dollar ist sie eine der weltgrößten gemeinnützigen Organisationen; tatsächlich werden die Geldmittel als Investitionskapital für die IKEA Group eingesetzt. Niederländische Stiftungen haben keine Publizitätspflicht.
Die Muttergesellschaft aller Unternehmen des Konzerns (von Zulieferfirmen bis zu den Verkaufsgesellschaften mit den Einrichtungshäusern) ist die Holding INGKA Holding B.V.

### Inter IKEA Group
Die Inter IKEA Group ist die Unternehmensgruppe, welche die IKEA Franchisenehmer mit der Sortimentsentwicklung und den Lieferanten verbindet und die gesamte strategische Ausrichtung von IKEA bestimmt. Die Gruppe umfasst Inter IKEA Systems B.V. – den weltweiten IKEA Franchisegeber – sowie die Bereiche Sortimentsentwicklung, Lieferung und bestimmte Industrieaktivitäten.
Die Firma Inter IKEA Systems B.V. im niederländischen Delft ist Inhaberin der Markenrechte und des IKEA-Konzepts, Franchisegeberin für alle IKEA-Einrichtungshäuser und den Konzern selbst. Sie erhält drei Prozent des Umsatzes, die die einzelnen Warenhäuser als Ausgabe steuermindernd geltend machen können.

### Stiftung Interogo
Eigentümerin der Inter IKEA ist die Stiftung Interogo mit Sitz in Vaduz (Liechtenstein), die von der Familie von Ingvar Kamprad kontrolliert wird. Interogo soll über ein Vermögen von rund 11 Milliarden Euro verfügen (Stand: Januar 2011) und bereits 1980 gegründet worden sein. Das Geflecht wurde vom schwedischen Fernsehsender SVT in einer im Januar 2011 ausgestrahlten Fernsehdokumentation erstmals offengelegt.

### Sonstiges
Die in Luxemburg ansässige Ikano Bank gehört nicht zum IKEA-Konzern, hat jedoch mit der Familie Kamprad dieselben Hauptanteilseigner. Über die Ikano werden weltweit die Verbraucherkredite finanziert, wie in Deutschland auch die der 1,1 Mio. IKEA-Family-Bezahlkarten-Kundenkredite.
Das Herz des Unternehmens, die Produkte-Entwicklung IOS (IKEA of Sweden), befindet sich in Älmhult (Småland). Im selben Ort befindet sich auch die IKEA-Katalogproduktion ICOM mit dem größten Fotostudio Europas.
Teil des IKEA-Konzerns ist die Produktionsgruppe Swedwood, die Möbel und Komponenten auf Holzbasis herstellt. Swedwood betreibt 36 Fabriken und Sägewerke in neun Ländern (hauptsächlich in Osteuropa) und beschäftigt mehr als 14.000 Menschen. Das schwedische Unternehmen wurde von IKEA im Jahr 1991 gekauft. Zu diesem Zeitpunkt war Swedwood ein Holz verarbeitendes Unternehmen mit Filialen in Dänemark und Kanada.
IKEA Food Services ist für die Distribution von Lebensmitteln für die IKEA-Restaurants und Shops verantwortlich. 2005 erzielte der Konzern viereinhalb Prozent seiner Einnahmen mit Nahrungsmitteln.
Die in Malmö sitzende BoKlok AB ist Inhaber des Patents und der Lizenzrechte für die unter dem Namen BoKlok veräußerten Fertighäuser. Diese ist eine Joint Venture von IKEA und der schwedischen Baufirma Skanska, die die Häuser entwickelt hat. Lizenznehmer ist in jedem Land ein anderer Partner, der für die Herstellung der Häuser, die Suche nach geeigneten Standorten und die Vermarktung vor Ort zuständig ist. In England ist dieser beispielsweise die LiveSmart@Home, ein Tochterunternehmen der britischen Wohnungsbaugesellschaft Home. Lizenznehmer in Deutschland war Bien-Zenker.

### Finanzen
Laut der schwedischen Wirtschaftszeitung Dagens Industri hat die INGKA Holding zwischen Anfang 2000 und Ende 2008 einen Gewinn in Höhe von 20 Milliarden Euro vor Steuern ausgewiesen.

Per 31. August 2010 betrug der Jahresgewinn 2,7 Milliarden Euro, der Umsatz 23,1 Milliarden Euro (127.000 Beschäftigte in 41 Ländern). In Russland musste ein Vergleich in Höhe von 600 Mio. Euro verkraftet werden. Die IKEA-Stiftung (IKEA Foundation) spendete 2010 insgesamt 45 Mio. Euro. Gefördert wurden unter anderem Bildungs- und Gesundheitsprojekte in Indien und Pakistan.

Per 31. August 2011 wies die Holding einen Jahresgewinn von 3,0 Milliarden Euro aus. Der Umsatz steigerte sich im Vergleich zum Jahr 2011 im Jahr 2012 um 9,5 % auf 27 Milliarden Euro. Beschäftigt wurden in diesem Jahr rund 139.000 Mitarbeiter in 44 Ländern bzw. Hoheitsgebieten.
IKEA soll von 2000 bis 2008 insgesamt ca. 200 Milliarden Schwedische Kronen (ca. 20 Mrd. Euro) Gewinn erwirtschaftet haben. Von 2003 bis 2007 sei der Gewinn pro Jahr von 15,5 Milliarden Schwedischen Kronen (ca. 1,55 Mrd. Euro) auf 30 Mrd. Schwedische Kronen (ca. 3 Mrd. Euro) gestiegen.

## Einrichtungshäuser

### Deutschland

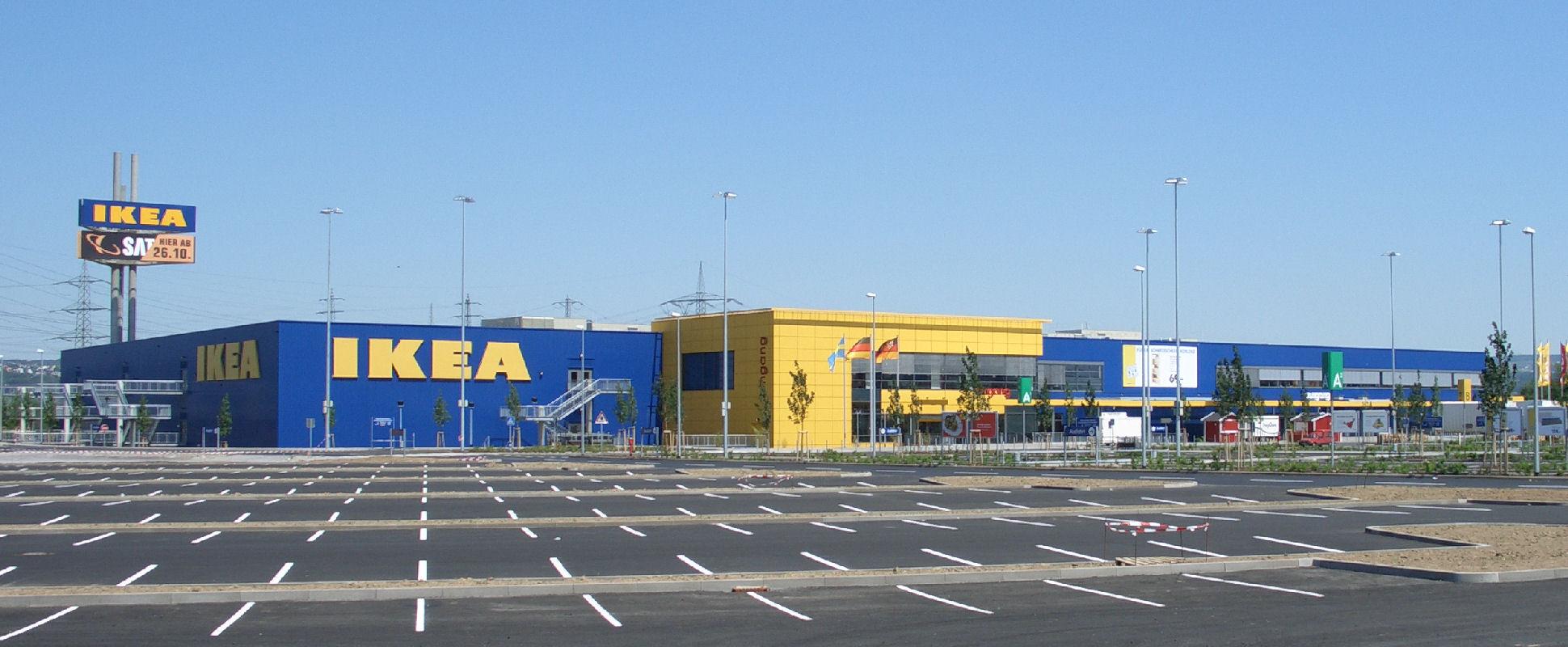
Typischer Aufbau eines IKEA-Möbelhauses, hier in Koblenz

Deutschland ist der wichtigste Markt der Firma. 2012 gab es 46 Häuser und 2010/2011 wurden hier 3,65 Milliarden Euro umgesetzt, das sind 15 Prozent des Gesamtumsatzes. Im August 2015 eröffnete IKEA sein 50. Einrichtungshaus in Deutschland.
In Karlsruhe wurde am 24. September 2020 das 54. IKEA-Haus in Deutschland eröffnet. Es soll das letzte „klassisch im Ikea-Stil und vor den Toren der Stadt“ sein.
Im deutschen Recht wurde 2002 der sog. IKEA-Paragraph bzw. die IKEA-Klausel eingeführt. Demzufolge kann man Waren beanstanden, wenn man sie selbst falsch aufgebaut hat, weil die Montageanleitung fehlerhaft war.

### Österreich

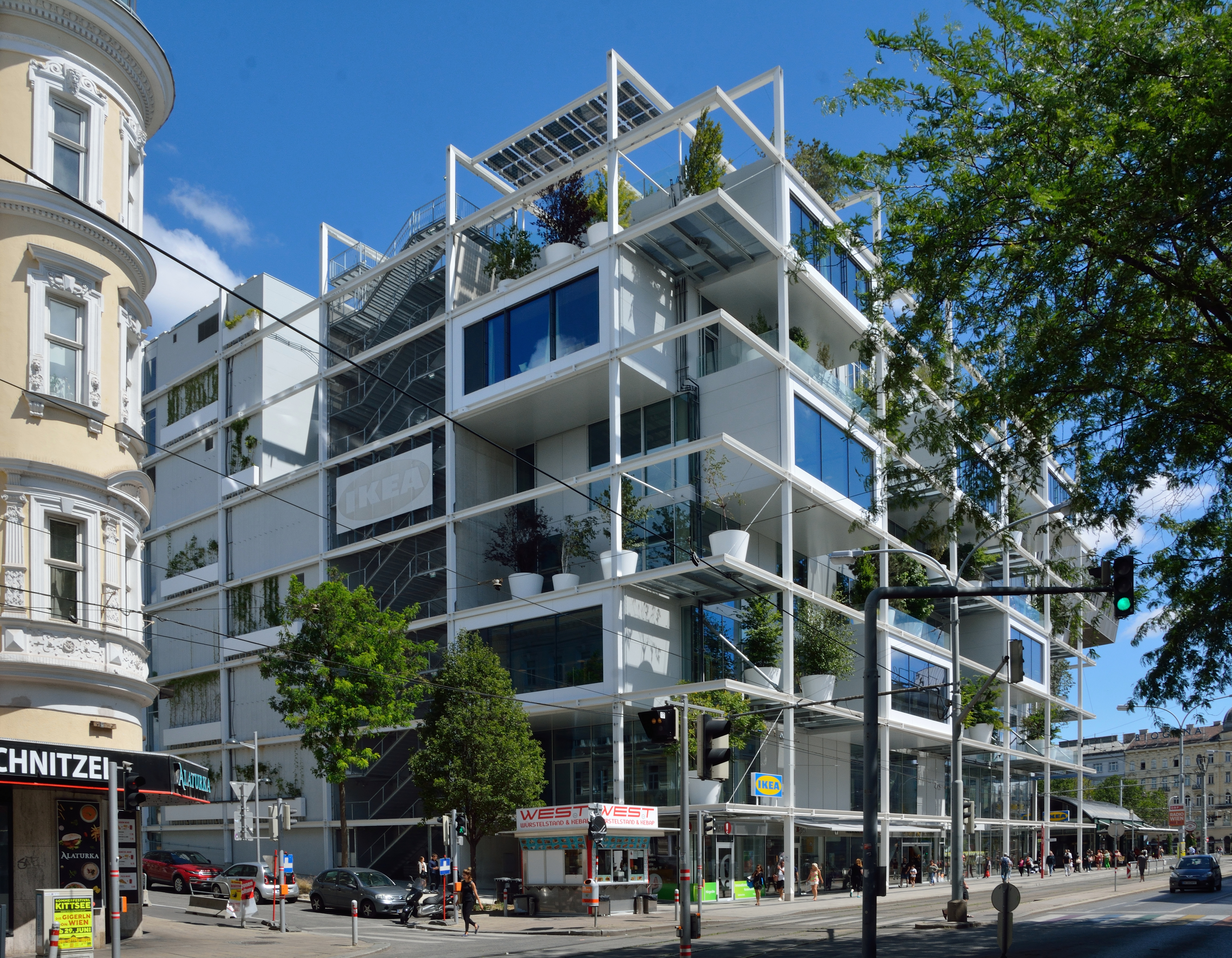
City Ikea am City IKEA Wien ohne eigenen KFZ Parkplatz

In Österreich gibt es acht IKEA-Möbelhäuser in Graz, Haid (bei Linz), Innsbruck, Klagenfurt am Wörthersee, Salzburg, Vösendorf (bei Wien), Wien Westbahnhof und Wien Nord (Stadlau).
In der Shopping City Süd bei Wien wurde das erste IKEA-Möbelhaus Österreichs im Jahr 1977 errichtet. Das zweite wurde 1982 in Wels eröffnet und 1991 nach Ansfelden verlegt, um näher bei Linz zu sein. Weitere Möbelhäuser folgten in den späten 1980er und in den 1990er Jahren. Im November 2008 eröffnete IKEA-Österreich sein siebentes Möbelhaus in Klagenfurt.
In Österreich liegt IKEA im Geschäftsjahr 2018/19 im Marktanteilsranking mit einem Anteil von 16,1 % und einem Umsatz von 803,1 Millionen Euro an dritter Stelle und macht pro Quadratmeter dreimal so viel Umsatz wie die Konkurrenz.
Seit 1989 verfügt IKEA in Wels über ein Zentrallager für Mittel- und Osteuropa, das nach demselben System wie das Distributionszentrum in Älmhult aufgebaut ist. Das Zentrallager in Wels umfasst seit der letzten Ausbaustufe die größte Lagerhalle Mitteleuropas.
Im Herbst 2018 begann IKEA mit dem Bau eines neuen Logistikzentrums in Strebersdorf.
IKEA eröffnete am 26. August 2021 nach zwei Jahren Bauzeit das Einrichtungshaus am Wiener Westbahnhof, das gänzlich autofrei sein soll. An diesem Standort will man ein neues Konzept ausprobieren, das darauf ausgelegt ist, zwar sämtliche Waren des regulären Sortiments auszustellen und anzubieten, allerdings jegliche Produkte, die für den Transport mit einem Transportrad oder dem öffentlichen Nahverkehr ungeeignet sind, ausschließlich zuzustellen. Je nach Annahme des Projekts durch die Kunden wird anschließend geprüft, ob das Konzept auch auf Standorte in anderen Ländern übertragbar ist.

### Schweiz

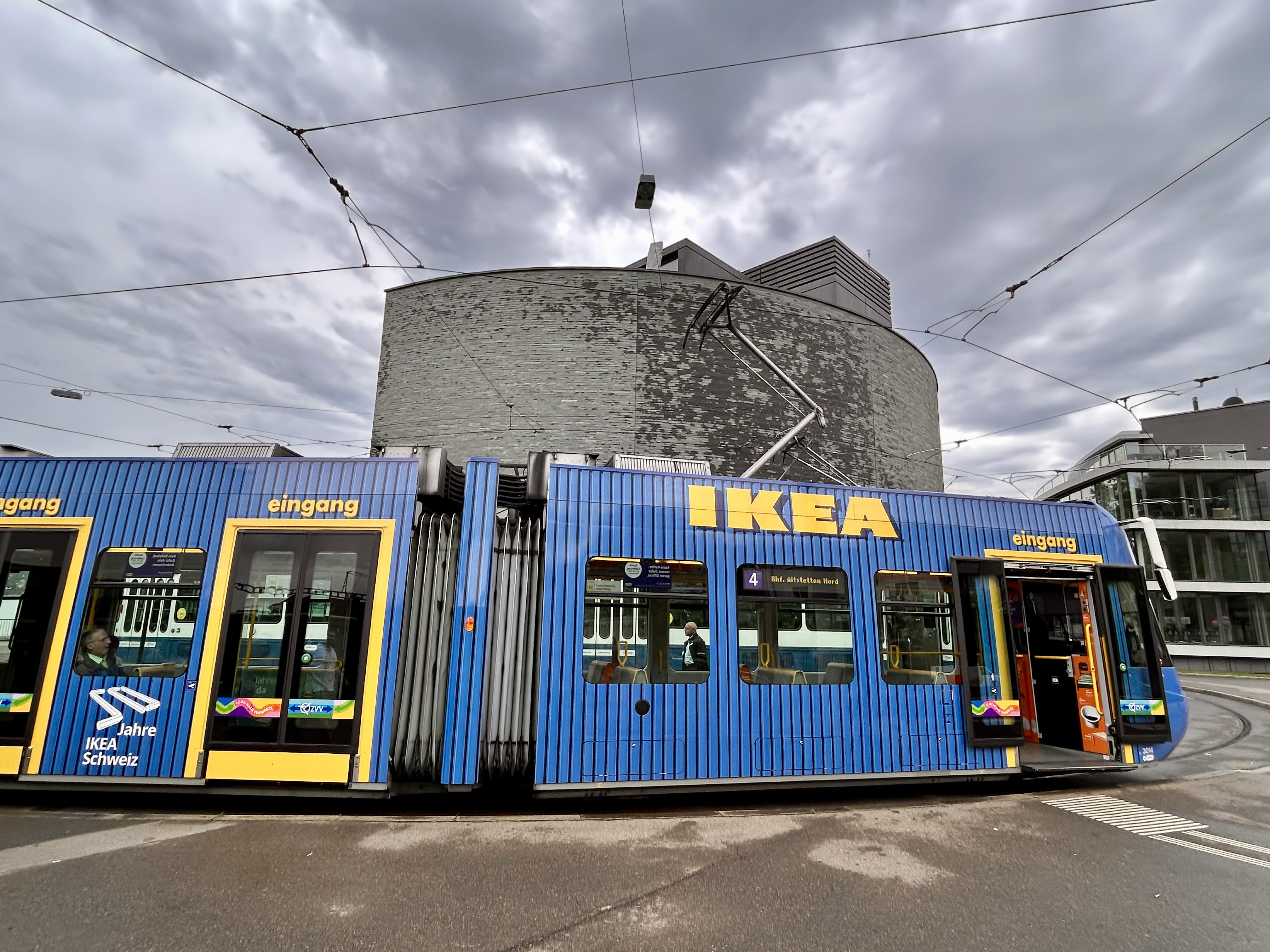
Sondertram Cobra in Zürich

In der Schweiz gibt es zehn Einrichtungshäuser von IKEA in Aubonne VD (bei Lausanne), Dietlikon (bei Zürich), Grancia (bei Lugano), Lyssach (bei Bern), Pratteln (bei Basel), Rothenburg LU (bei Luzern), Spreitenbach (bei Zürich), St. Gallen (bei St. Gallen), Vernier (bei Genf) und Riddes (im Kanton Wallis). Das Schweizer Zentrallager befindet sich in Itingen (Kanton Basel-Landschaft).
Das 1973 eröffnete Einrichtungshaus in Spreitenbach im Kanton Aargau war das erste außerhalb Skandinaviens. Im September 2007 wurde in St. Gallen das jüngste Minergie-Einrichtungshaus der Schweiz eröffnet. Das neueste IKEA-Möbelhaus in der Schweiz wurde 2024 in Riddes im Kanton Wallis eröffnet.
IKEA Schweiz beschäftigt rund 3300 Mitarbeitende und erwirtschaftet jährlich einen Umsatz von rund 1,2 Milliarden Schweizer Franken, womit das Unternehmen in der Schweiz zu den zehn größten Einzelhändlern sowie zu den 200 größten Unternehmen gehört.

### International

Karte mit Ländern, in denen es IKEA-Möbelhäuser gibt (blau), geplant (gelb) und ehemalig (rot)

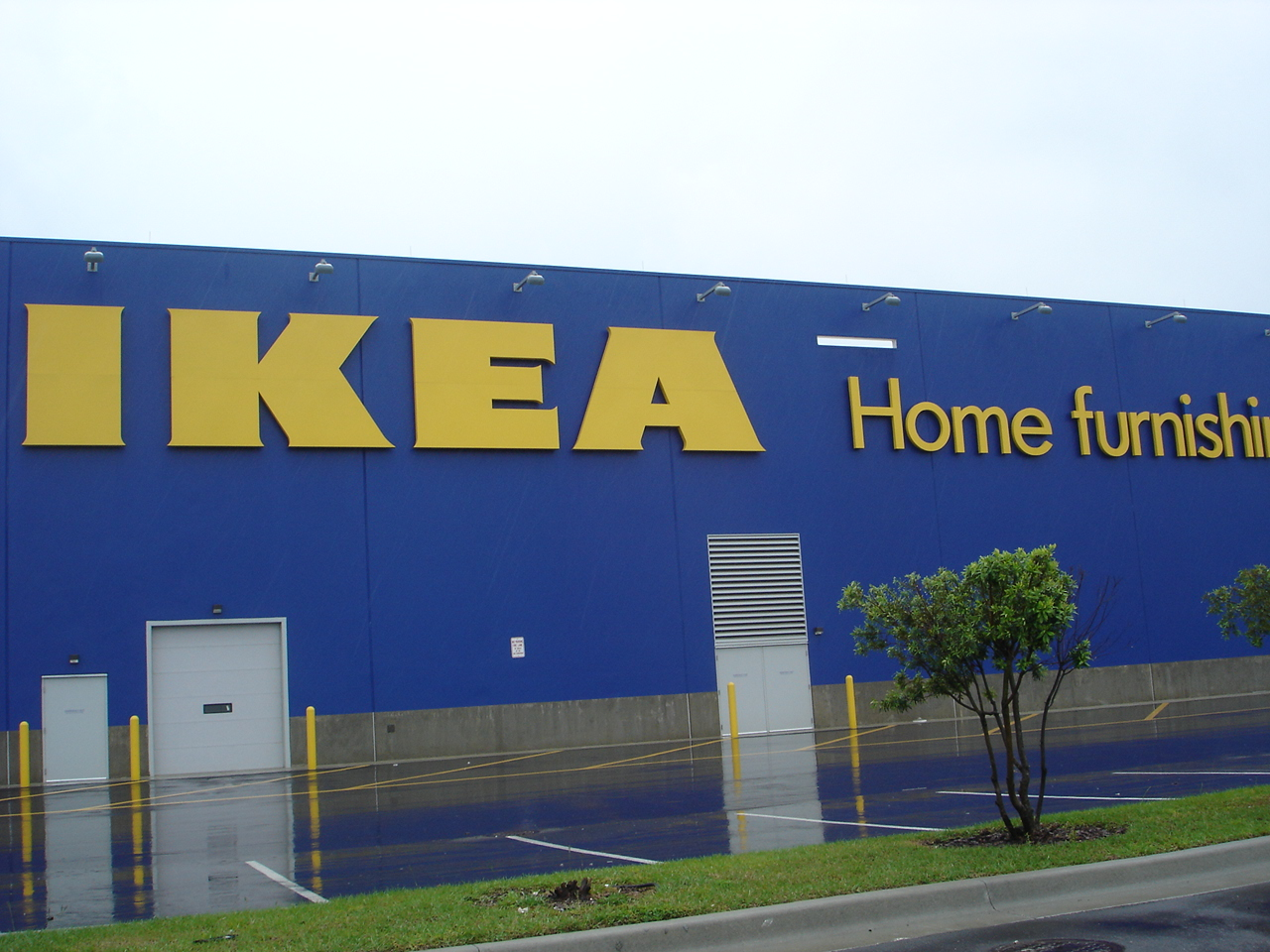
IKEA-Einrichtungshaus St. Petersburg, Florida, USA

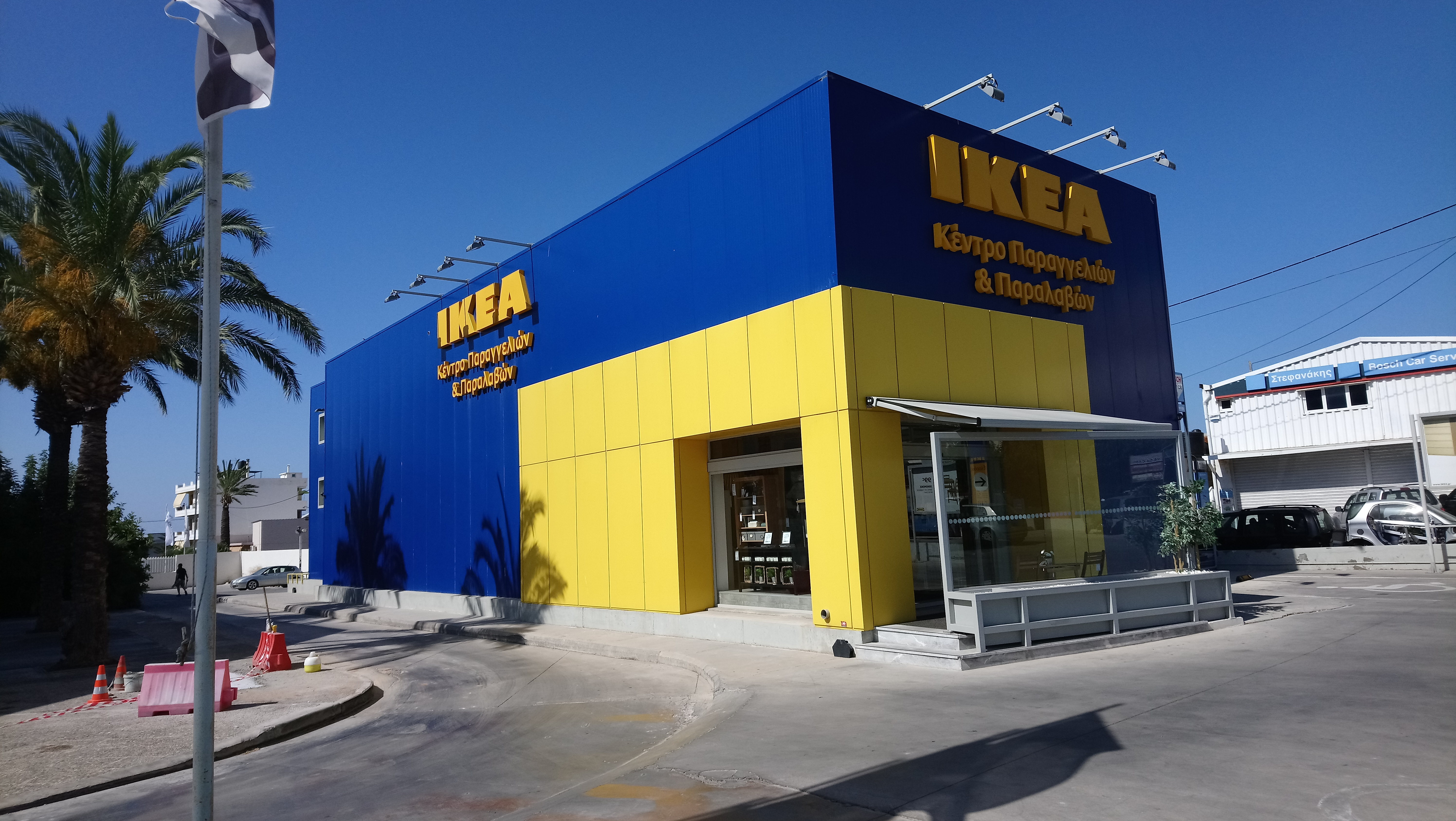
Eine der weltweit kleinsten IKEA Filialen in Heraklion auf der griechischen Insel Kreta im Juli 2017

IKEA ist die größte Haushaltsmöbelmarke der Welt. IKEA setzte im Geschäftsjahr 2019 rund 41,3 Milliarden Euro um und hatte insgesamt 211.000 Mitarbeiter. Im Jahr 2014 106.500 in Europa, 16.500 in Nordamerika und 8.000 in Russland, Asien und Australien. 100.000 waren im Einzelhandel, 16.700 in der industriellen Produktion (Swedwood und Swedspan) und 14.300 in Einkauf, Distribution, Großhandel, Sortiment und anderen Bereichen beschäftigt.
Weltweit gab es 2019 insgesamt 433 IKEA-Einrichtungshäuser (davon im August 2014 Nordamerika: 50, Europa: 215, Asien: 19, Russland: 14, Australien: 5), davon 40 als Franchise-Unternehmen außerhalb des IKEA-Konzerns. Das größte IKEA-Einrichtungshaus mit 57.100 Quadratmetern befindet sich in Gwangmyeong bei Seoul (Südkorea).
79 % des Gesamtumsatzes wurden in Europa generiert, 14 % in Nordamerika und 7 % in Russland, Asien und Australien. Das Land mit dem größten Umsatz ist Deutschland mit 15 %, gefolgt von den USA (11 %), Frankreich (10 %, siehe Meubles Ikea France) sowie Italien (7 %) und Schweden (6 %).
Den größten Wachstumsmarkt hatte Russland mit acht Häusern (in Moskau, Sankt Petersburg, Nischni Nowgorod, Jekaterinburg und Kasan), weitere zehn waren geplant. Hoher Beliebtheit erfreuten sich große Einkaufs- und Unterhaltungszentren (Mega-Malls), die IKEA direkt neben den Möbelhäusern errichten ließ. Drei davon gab es in Russland, einige weitere waren in Bau bzw. in Planung, bis zum Angriffskrieg auf die Ukraine, der im Februar 2022 begann. Anfang März 2022 stellte das Unternehmen den Geschäftsbetrieb in Russland und Belarus ein. Es stoppte in beiden Ländern neben dem Verkauf die Produktion und alle Ein- und Ausfuhren. Begründet wurde die Entscheidung mit den enormen menschlichen Auswirkungen des verheerenden Krieges, der zudem Unterbrechungen der Lieferketten sowie des Handels verursache. Betroffen waren 15.000 Beschäftigte, die unterstützt werden sollten. Die Ankündigung der Schließung führte zu einem Kundenansturm auf die Filialen.
In Japan wurde 1974 das erste IKEA-Einrichtungshaus eröffnet, allerdings waren die Verkaufszahlen so schlecht, dass 1986 alle Einrichtungshäuser wieder geschlossen wurden. Als Ursache dafür galt die fehlende Anpassung an den japanischen Markt, so waren die Möbel zu groß für japanische Wohnungen und sowohl deren Qualität als auch die des Service unter japanischen Standards. Im April 2006 wurde dann mit der Eröffnung eines Hauses in Funabashi nahe Tokio ein Neuanfang versucht und vorher genannte Kritikpunkte korrigiert. Bereits am ersten Tag kamen 35.000 Kunden in das 40.000 Quadratmeter große Möbelhaus. Bis 2008 wurden Einrichtungshäuser in Yokohama, Kobe (Port Island) sowie Osaka eröffnet.
Die Eröffnung des ersten IKEA-Möbelhauses in Irland (Dublin) fand am 25. Juli 2009 statt. In Rumänien (Bukarest) wurden im März 2007 die Tore geöffnet. In Bulgarien wurden 2010 in Sofia und 2012 in Warna Einrichtungshäuser eröffnet. In Santo Domingo, der Hauptstadt der Dominikanische Republik, wurde im Februar 2010 das erste IKEA-Möbelhaus Lateinamerikas eröffnet, im Oktober 2013 das erste Afrikas in Kairo, Ägypten.
In China gibt es (Stand 2012) zwölf Läden. Sie befinden sich in den Millionenstädten Shanghai (Xuhui und Beicai), Peking, Chengdu, Nanjing, Shenyang, Wuxi, Guangzhou, Shenzhen, Dalian, Tianjin und in Hongkong.
In Zagreb, der Hauptstadt Kroatiens, wurde 2014 das erste IKEA-Einrichtungshaus in einem der ehemaligen Staaten Jugoslawiens eröffnet. Die Bauarbeiten begannen am 28. August 2013. Ein weiteres Möbelhaus in Ljubljana, Slowenien, ging 2014 in Planung.

### Einkauf
IKEA ist mit 29 Einkaufsbüros in 25 Ländern vertreten und wird von 1046 Herstellern in 52 Ländern beliefert. Die fünf größten Lieferantenländer sind China, Polen, Italien, Schweden und Deutschland. Bezogen auf den Einkaufswert stammen 63 % der Waren von Lieferanten aus Europa, 33 % aus Russland, Asien und Australien, sowie 4 % aus Nordamerika (Stand 2011). Im März 2022 stellte das Unternehmen wegen Russlands Angriffskriegs auf die Ukraine den Bezug von Holz aus Russland ein. Das Land gehörte unter den etwa 50 Bezugsländern von Holz zu den Hauptlieferanten. Der Bezugsstopp galt auch für Zulieferbetriebe in Belarus.

### Logistik
Eine Grundlage für IKEAs Erfolg ist die Optimierung der Logistik.

IKEA-Warenverteilzentrum in Dortmund

Ein wichtiger Vertriebsstandort ist das bis 2005 weltweit größte Auslieferungslager in Salzgitter, in dem 240.000 Palettenplätze zur Verfügung stehen. Übertroffen wurde es später durch das Warenverteilzentrum in Dortmund mit einer Kapazität von 430.000 Palettenplätzen auf einer Grundfläche von rund 200.000 Quadratmetern. Das dort befindliche europäische Zentrallager wurde für 135 Millionen Euro auf einer ehemaligen Montanbrache im Dortmunder Stadtteil Ellinghausen am Dortmund-Ems-Kanal errichtet. Auf dem Gelände einer ehemaligen Abraumhalde wurden im ersten Bauabschnitt drei neue Hallen gebaut: Halle Customer Distribution Center (CDC), European Low Flow (ELF) und Activity Dortmund (ADO). Das ELF ist etwa 750 mal 180 Meter groß und wurde am 21. September 2007 eröffnet. Für Herbst/Winter 2007/2008 ging der zweite Bauabschnitt mit einer spiegelbildlichen Kopie des ELF auf einer südlichen Freifläche in Planung, perspektivisch ebenso die Errichtung des ADO II nach dem gleichen Prinzip.
Aus Ellinghausen werden alle europäischen IKEA-Einrichtungshäuser mit kleinvolumigen Artikeln und Aktivitätswaren versorgt. Auch der Direktvertrieb über das Internet nach Deutschland, Belgien und die Niederlande wird über das Lager in Dortmund abgewickelt. Zudem ist es Standort von IKEA IT und IKEA Trading.

## Marketing und Kundenbindung

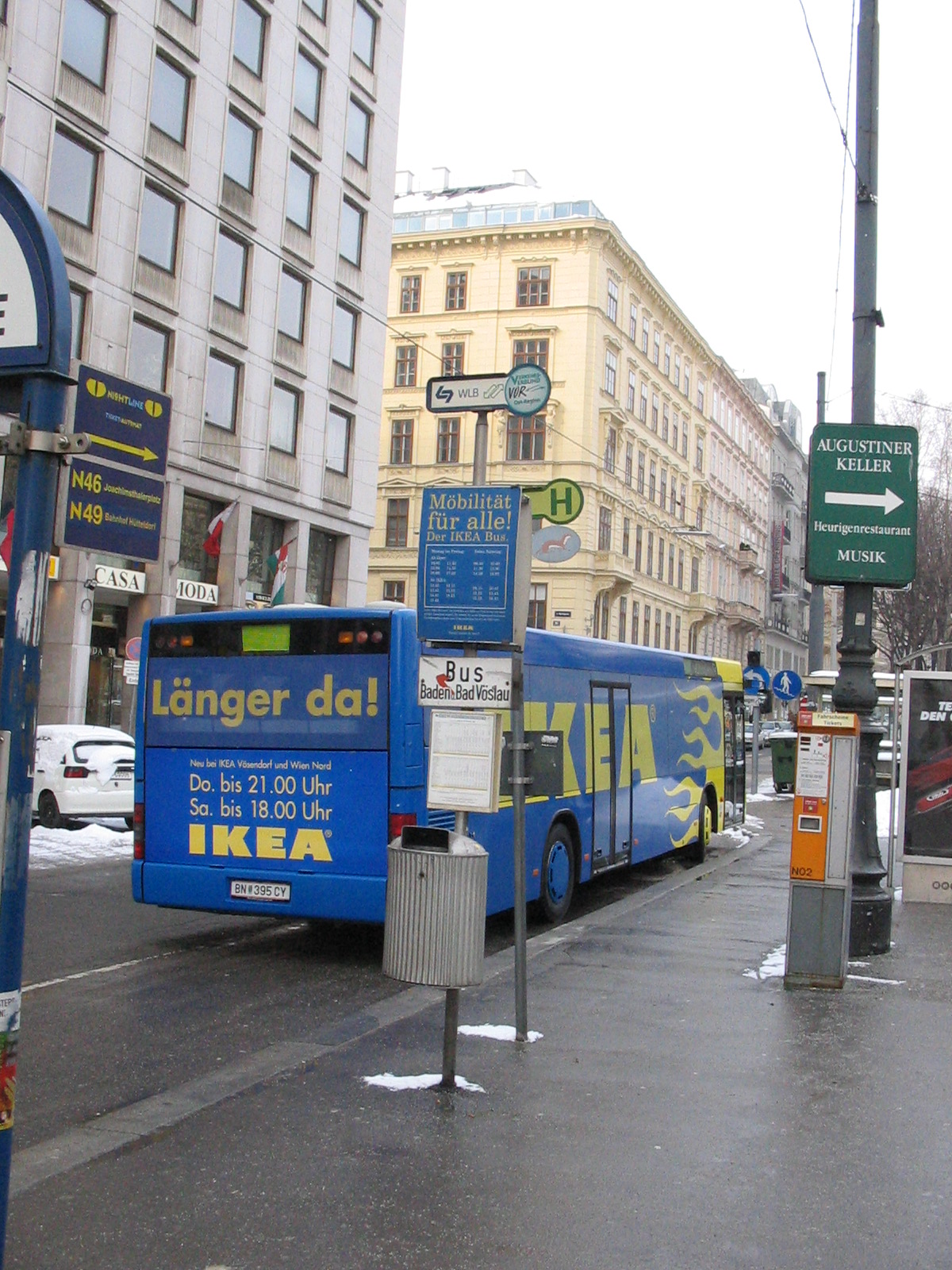
IKEA-Shuttlebus in Wien

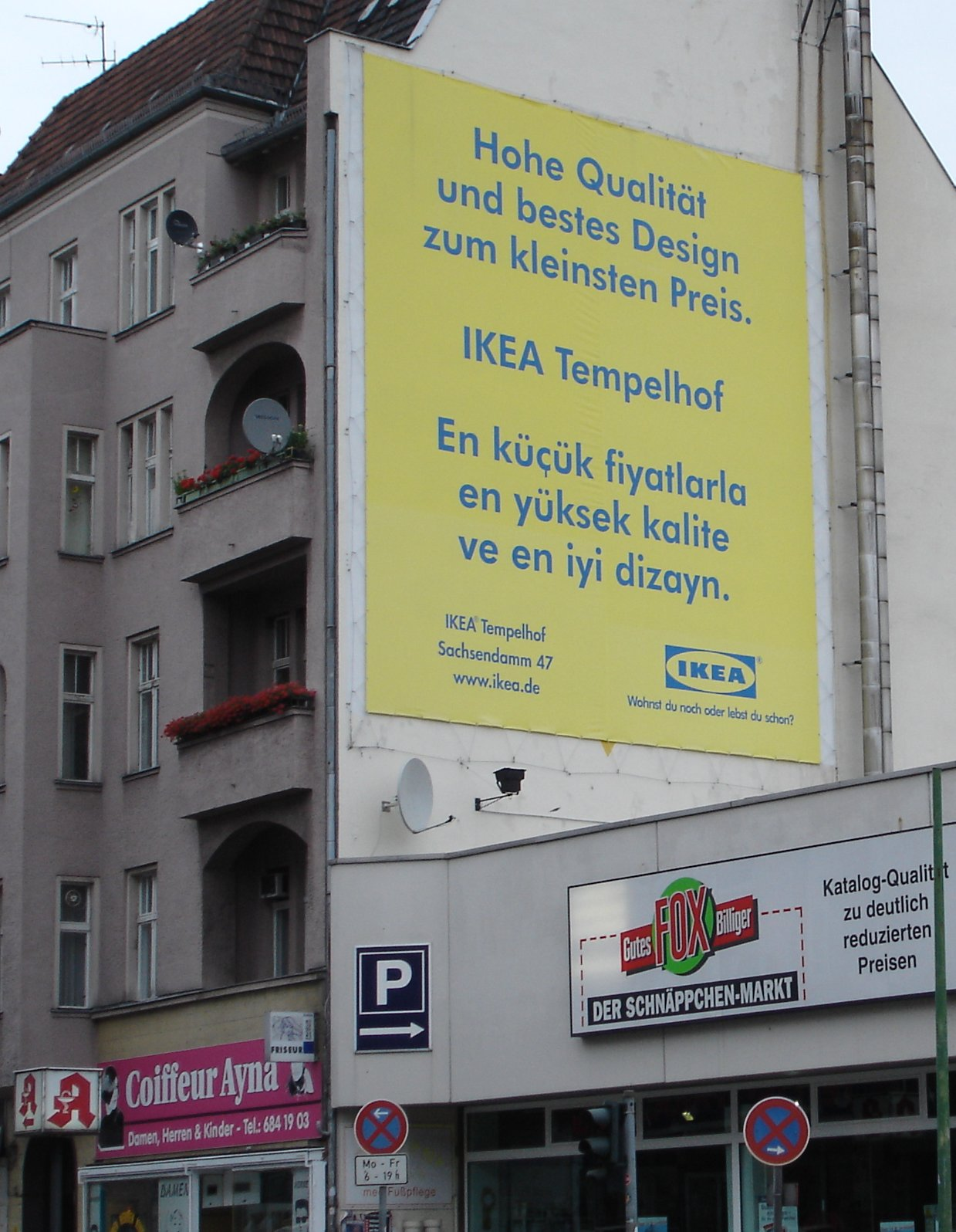
Deutsch-türkische Werbung in Berlin-Neukölln

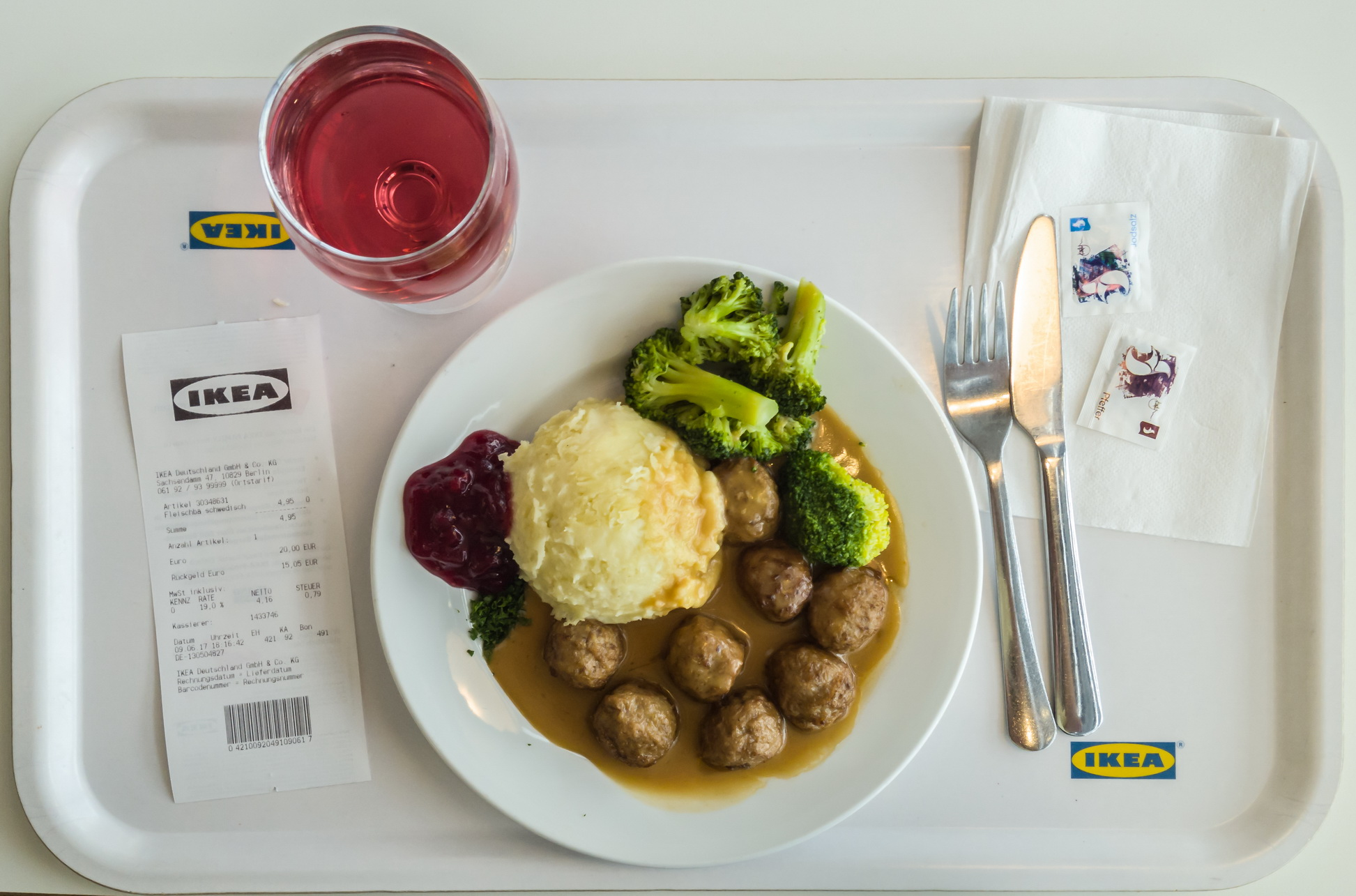
Köttbullar bei IKEA

IKEA spricht seine Kunden in Katalogen und Werbung, aber auch in persönlichen Kontakten mit „Du“ an (in Deutschland seit 2004, in Österreich bereits seit jeher). Unter den Mitarbeitern ist das Duzen ebenfalls üblich. Das mit dem „Du“ verbundene Versprechen von Nähe kann in der Regel nicht eingelöst werden.
Das Duzen ist Sprachgebrauch in Schweden, wo seit der Du-Reform der 1960er Jahre das „Du“ zur nahezu ausschließlich verwendeten Form der Anrede geworden ist. Die Sie-Form verbleibt in Nischen wie in den Allgemeinen Geschäftsbedingungen auf der Website oder im Ikea-Business-Bereich.
IKEA verwendet – wenn es im Einzugsbereich des jeweiligen Einrichtungshauses genügend relevante Kunden gibt – mehrsprachige Werbung: In Berlin gibt es zum Beispiel deutsch-türkische Werbeplakate, in Bern (Lyssach) in der Schweiz deutsch-französische. In grenznahen Einrichtungshäusern wie in Heerlen (Niederlande), zu deren Einzugsbereich auch das deutsche Aachen gehört, werden Durchsagen zweisprachig getätigt.
Rundfunkspots werden von Jonas Bergström (Stockholm) mit ausgeprägtem schwedischen Akzent gesprochen und sind mit einer aus Pippi-Langstrumpf-Filmen bekannten Melodie unterlegt.
Anstatt des Kompositums „Winterschlussverkauf“ nutzt der Konzern die schwedische Nachweihnachtsfigur („Knut“) für besondere Marketingaktionen u. a. in Österreich und Deutschland.
In den 1970er und 1980er Jahren hatte IKEA in den deutschsprachigen Ländern einen Elch als Maskottchen. Danach war es ein gebogener Inbusschlüssel mit Gesicht.
Ein früherer Werbeslogan von IKEA lautete „Das unmögliche Möbelhaus aus Schweden“. Ab Ende der 1990er Jahre warb IKEA mit dem Satz „Entdecke die Möglichkeiten“ und seit 2002 mit „Wohnst du noch oder lebst du schon?“.
Die große Wertschätzung der IKEA-Kunden für die von ihnen selbst zusammengebauten Möbel wird als IKEA-Effekt bezeichnet und ist Gegenstand zahlreicher Untersuchungen.
Als IKEA-Hack wird das individuelle Umgestalten von Bausatzmöbeln bezeichnet.

### Kultobjekt IKEA-Katalog
Der IKEA-Katalog war mit einer Auflage von 220 Millionen das auflagenstärkste Druckerzeugnis der Gegenwart – noch vor der Bibel. Im Jahr 2015 ließ IKEA den Literaturkritiker Hellmuth Karasek den IKEA-Katalog „rezensieren“.
Ende 2020 teilte IKEA mit, dass der gedruckte Katalog nach 70 Jahren aufgrund von verändertem Kundenverhalten und Medienkonsum eingestellt wird.
Im virtuellen IKEA-Museum können historische, schwedische IKEA-Kataloge aus 70 Jahren online durchstöbert werden.

### Zielgruppen
IKEA änderte im Laufe der Zeit seine Werbestrategie. Aus den eher jungen, frechen und auf das Wesentliche reduzierten Werbelinien hat IKEA inzwischen den Auftritt in Richtung Familie und Heim geändert. Seitdem gibt es auch die „IKEA-Family-Card“. 2007 warb IKEA mit dem Slogan „Weil Zuhause der wichtigste Platz auf der Welt ist“. Die ehemals liberal gefärbte Werbung hat sich eher konservativen und familienorientierten Werten angepasst.
Das ‚schwedische‘ Design, die Fronten und Verstrebungen aus – zumeist hellem – Holz, die bunten Drucke und Muster der Textilwaren, die Haushaltsutensilien in geschwungenen und weichen Formen und so weiter sollen eine möglichst große Käufergruppe ansprechen. Zielgruppe von IKEA sind junge Paare, Familien mit kleinen Kindern, Studenten oder Singles mit geringen finanziellen Mitteln. Die Illustrationen der Kataloge stellt die Wohnsituation der Zielgruppe nach.

### Kundenbindung

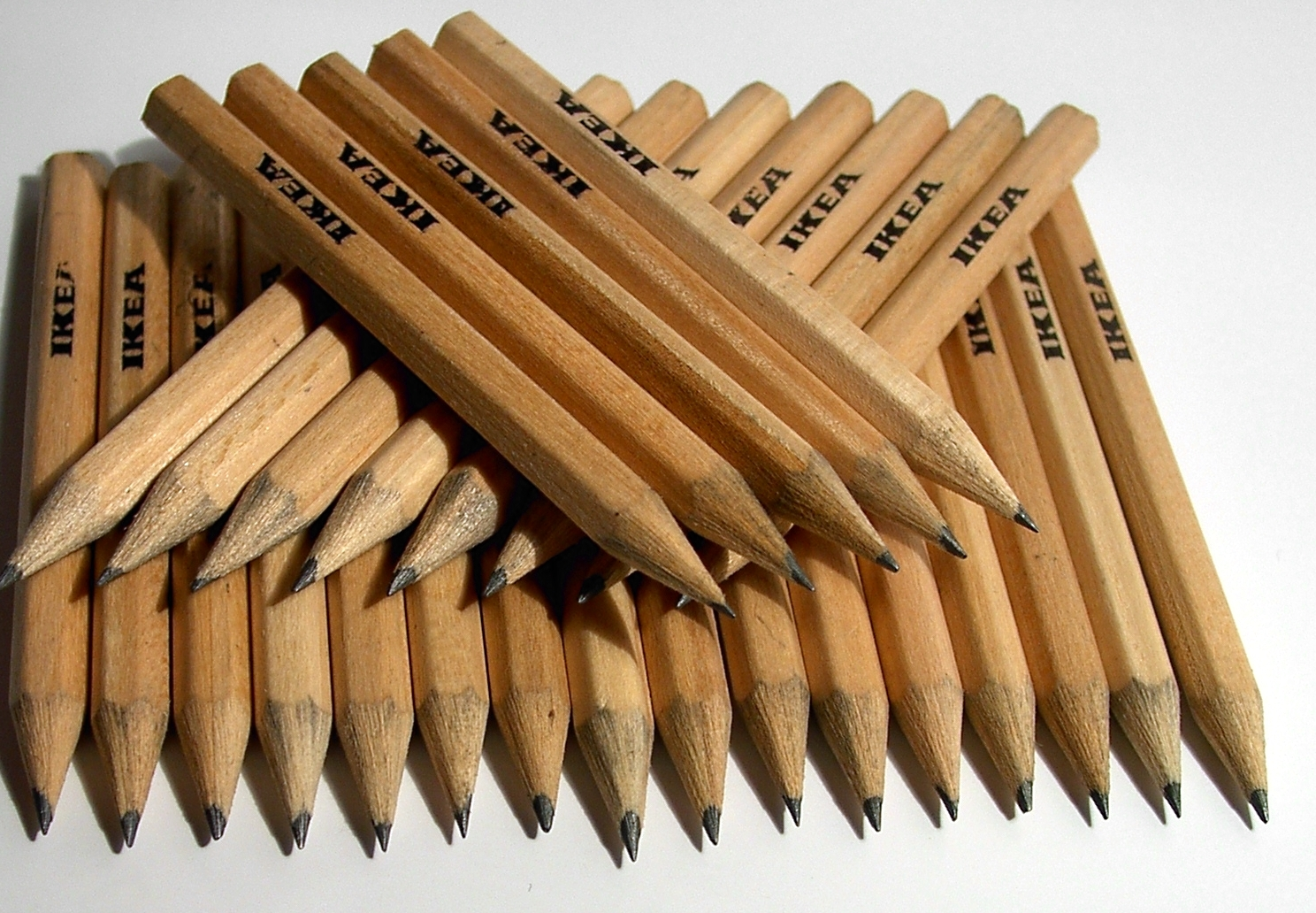
IKEA-Bleistifte

Es gibt Sonderaktionen, wie etwa die Kundenbindungskarte (IKEA Family) mit ihren 10,4 Mio. Mitgliedern (2016), die Rabatte auf ausgewählte Produkte mit sich bringt. Die Läden verfügen über Wickelräume, Kindertoiletten, Spielflächen und ein Kugelbad im Eingangsbereich, das in neueren Einrichtungshäusern „Småland“ heißt, in dem Mitarbeiter die Kinder der Kunden beaufsichtigen, während diese einkaufen. Småland ist eine historische Provinz Schwedens, wörtlich übersetzt Klein-Land. Es war erstes Zielgebiet für den Möbelverkauf per Versand, ist Heimat von IKEAs Produktentwicklung und Katalogproduktion; die Kinderbücher Astrid Lindgrens spielen dort.
Auch durch kleine Serviceleistungen wird versucht, Kunden zu binden, wie beispielsweise die kostenlose Mitnahme von Bleistiften. Im Jahr 2004 wurden in Deutschland etwa 3,4 Millionen IKEA-Bleistifte in den IKEA-Einrichtungshäusern ausgelegt. Seit 1983 wurden insgesamt schätzungsweise 120 Millionen Bleistifte weltweit an die Kunden verteilt.

### Rückgaberecht
Im Herbst 2014 gestand IKEA seinen Kunden in Deutschland ein unbegrenztes Rückgaberecht zu. Das Zugeständnis nahm IKEA im Herbst 2016 wieder zurück, da der Bedarf nicht gegeben sei. In Österreich besteht ein 365-tägiges Rückgaberecht, IKEA-Family-Mitgliedern wird ein unbegrenztes Rückgaberecht eingeräumt. Am 1. September 2018 wurde das Rückgaberecht weiter eingeschränkt. Nun darf nur noch Neuware bzw. unbenutzte Ware zurückgegeben werden.

### Gastronomie
In den Einrichtungshäusern gibt es je ein Restaurant und einen Hotdog-Stand mit „Schwedenshop“, diese werden von IKEA FOOD betrieben. In dem Schwedenshop wurden früher vornehmlich schwedische Lebensmittel und Genussmittel bekannter schwedischer Marken wie Marabou, ABBA und Absolut angeboten, heute besteht das Sortiment vornehmlich aus Hausmarken, die nicht unbedingt aus Schweden stammen, so gibt es in Deutschland deutsche Schokolade. Im Oktober 2019 musste der Aufschnitt von Wilke Waldecker Fleisch- und Wurstwaren wegen Listerien aus dem Sortiment genommen werden. Seit 2019 sind vegane Köttbullar namens Plantbullar im Sortiment, ebenso wie Hotdogs.
Die Gastronomie von IKEA lag 2011 mit einem Umsatz von 175 Millionen € auf Platz 9 der Systemgastronomie in Deutschland.

### Vorwurf der Schleichwerbung
IKEA wird vorgeworfen, 2011 in der österreichischen Boulevardzeitung Österreich 10.000 Euro für eine ganzseitige Beilage über Küchen bezahlt zu haben, die nicht als Werbung gekennzeichnet wurde.

## Sortiment

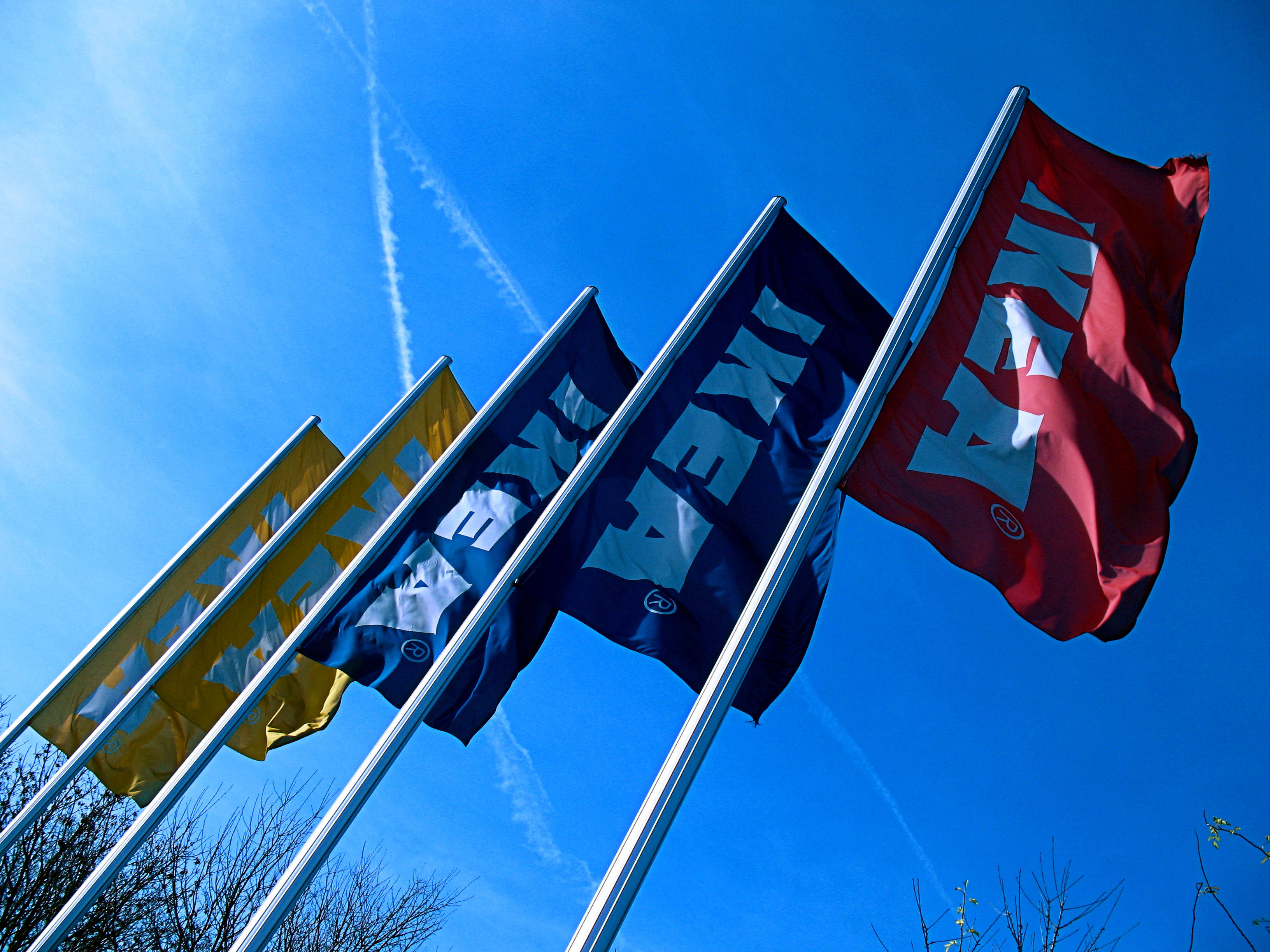
Fahnen im Wind

Einrichtungshaus Berlin-Tempelhof

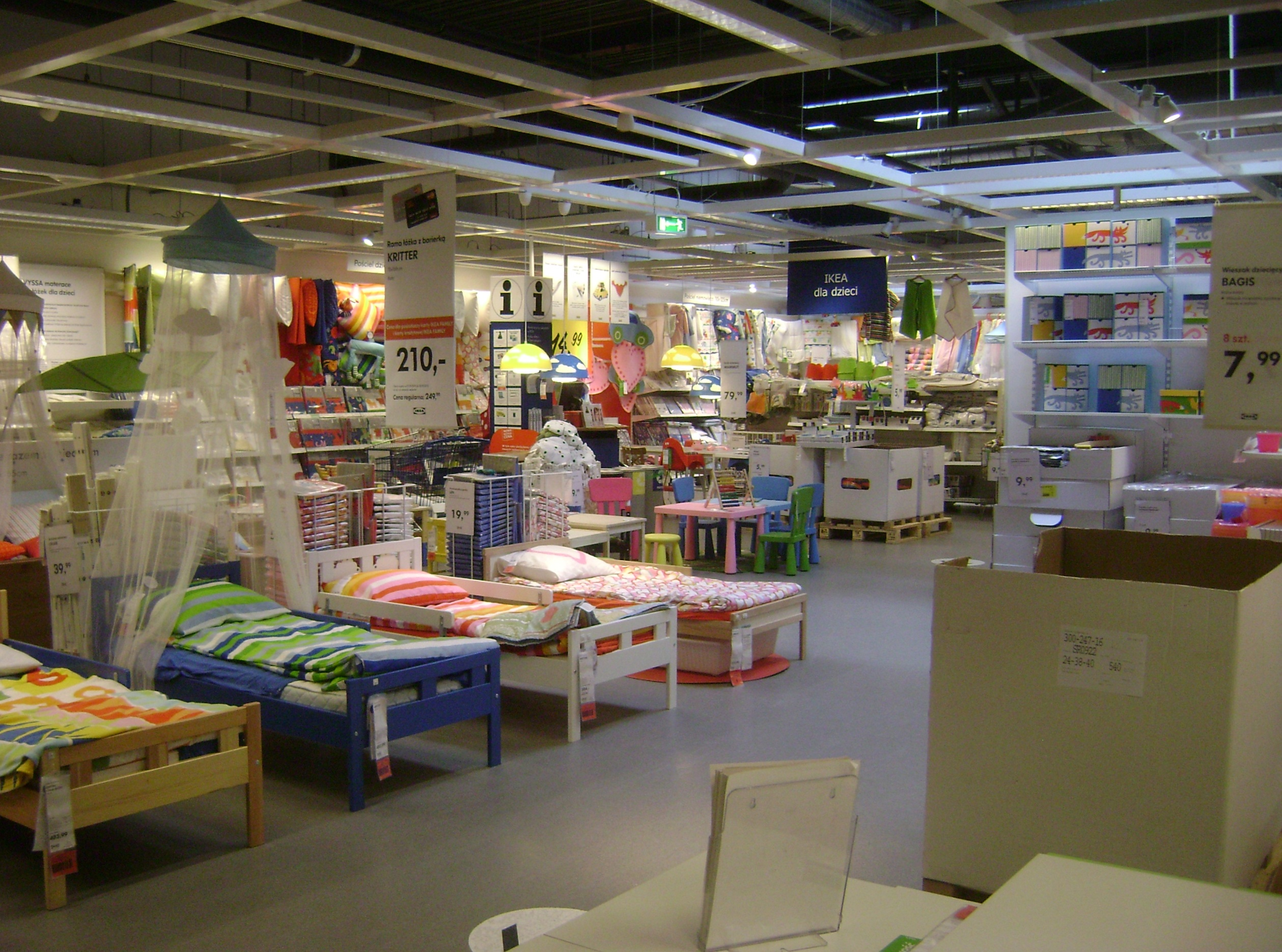
Eine typische IKEA-Abteilung

IKEA hat rund 12.000 Artikel im Sortiment. Der größte Umsatz wird nicht mit Möbeln, sondern mit „Satelliten“ (so der IKEA-interne Ausdruck) getätigt, also Accessoires, Küchen- und Gebrauchsartikel sowie Kleinteile. Stückzahl-Spitzenreiter sind Teelichte. Zudem ist in Deutschland das Unternehmen mit seinen IKEA-Restaurants dort einer der größten Systemgastronomen und war auf diesem Gebiet Vorbild für viele andere Handelsunternehmen. Seit 1997 erstellt IKEA außerdem mit anderen Partnern in einigen europäischen Ländern Fertighäuser, von denen Anfang 2007 bereits 3500 Einheiten verkauft waren.
Im April 2012 teilte IKEA mit, künftig auch Unterhaltungselektronik mit in das Sortiment aufzunehmen: Das Möbelstück mit dem Namen UPPLEVA enthält eine aus HDTV, Blu-ray-Player und einem kabellosen 2.1 Soundsystem bestehende komplette Heimkinoanlage. Hinter dem neuen Angebot in der IKEA-Produktpalette steht eine Kooperation mit dem chinesischen Elektrotechnikkonzern TCL. In ersten Tests allerdings überzeugte das System Experten nicht. Zwar beurteilten diese die Tonqualität als ansprechend, machten aber insbesondere bei der Bildqualität des Smart-TV-Geräts in puncto Schwarzwert, Farbdarstellung sowie Bildrauschen zum Teil deutliche Abstriche. Zudem wurden Schwächen an der Softwarebedienung festgestellt.
Einen Monat nach Präsentation der Heimkinoanlage unterstrich der Einrichtungskonzern seine Ambitionen, verstärkt Elektronikartikel anzubieten und stellte erstmals die Fotokamera KNÄPPA aus Karton beziehungsweise recycelbarer Pappe vor, die über einen eingebauten USB-Stecker verfügt und so direkt ohne zusätzliches Kabel an einen Laptop angeschlossen werden kann.
Seit 2018 kooperiert IKEA mit der US-Firma Sonos und verkauft Lautsprecher, die teilweise in Lampen und Bilderrahmen integriert sind.

### Gestaltung der Produkte
Charakteristisch für IKEA ist eine funktionelle Gestaltung der Produkte, mitunter auch im Landhausstil. Viele Produkte sind über viele Jahre im Sortiment und mit ihren Produktnamen sehr bekannt. Das Sofa „Stockholm“ von Niels Gammelgaard sowie der Sessel „Poäng“ erreichten den Status eines Designklassikers (beide werden noch produziert). 2009 widmete sich die Pinakothek der Moderne in München dem IKEA-Möbeldesign in einer Ausstellung.
Fast alle Gegenstände werden von einer internen Designabteilung gestaltet, vereinzelt werden externe Designer für die „PS-Kollektion“ beauftragt. Auch renommierte Designer haben für IKEA entworfen, beispielsweise James Irvine 2001 den Sessel PS Hjältön und Verner Panton 1993–1994 den Stuhl Vilbert.
Mitunter gehen Produkte auf andere Firmen zurück: Den Stuhl Ögla ließ IKEA 1964 im polnischen Radomsko durch den Bugholzhersteller Fameg produzieren. Die Firma verfügte noch über die Biegeformen aus der Zeit, als die Firma vor dem Kommunismus dem mittelhessischen Möbelhersteller Thonet gehörte.
„Es ist ein offenes Geheimnis, dass die Gratwanderung zwischen Inspiration und Ideenklau der Designabteilung in Älmhult nicht immer gelingt. Viele der skandinavisch anmutenden Produkte erinnern nicht von ungefähr an Klassiker der finnischen Hersteller Artek, Iittala und Marimekko, andere wiederum an zeitgenössische Entwürfe der deutschen Designfirmen e15 oder Bulthaup“, schrieb die Tageszeitung Die Welt 2009 über die IKEA-Ausstellung in München.
Die deutsche Möbelmanufaktur Moormann aus Aschau im Chiemgau brachte IKEA vor Gericht, weil sie ein Produkt als nachgeahmt sah. IKEA verlor in mehreren Instanzen und ging bis zum Bundesgerichtshof. Die Prozesskosten hätten Moormann bei einer Niederlage ruiniert, doch der Bundesgerichtshof ließ 2001 keine Revision mehr zu. IKEA musste das Produkt, einen Tischbock, vom Markt nehmen.
Trotzdem wagt IKEA auch immer wieder eigene innovative Produkte; so setzte man mit der comichaften Möbelserie Mammut (Entwurf Allan Östgaard und Morten Kjelstrup, 1993) einen Trend bei Kindermöbeln.

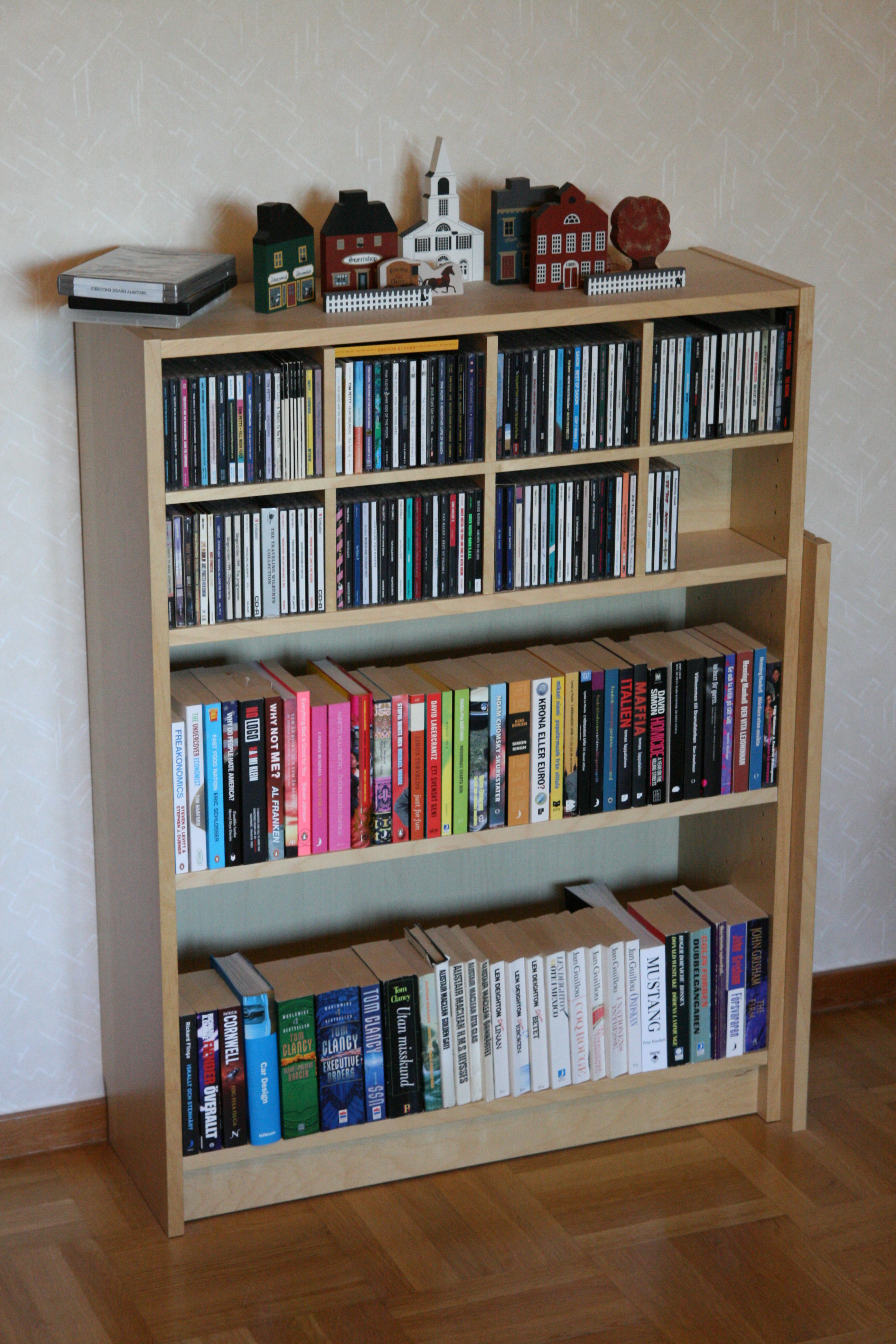
Bücherregal „Billy“

### Bekannte Produkte
Einige Produkte werden teilweise schon seit den 1970er Jahren im Sortiment geführt: „Ivar“ (Regalsystem, seit 1975), „Klippan“ (Sofa, seit 1978) oder auch die Geschirrserie „Rondo“ (seit 1981), der Schwingsessel „Poem“ (seit 1976), später unter dem Namen „Poäng“.
Das bekannteste Produkt ist das Regal „Billy“ (im Programm von 1982 bis 1991; dann wieder seit 1993).
Seit 1989 wird die „Start-Box“ angeboten. Im ersten Jahr konnte man in Deutschland für etwa 150 DM eine Kiste erwerben, in der sich vom Rührbesen bis hin zum Milchkochtopf eine komplette Küchenausstattung befand. Die Zielgruppe dieses Angebots waren vor allem junge Leute, die ihre erste eigene Wohnung bezogen und nur wenig Geld für die Gründung eines eigenen Hausstandes zur Verfügung hatten. 1991 kam eine zweite Start-Box in das Sortiment, welche das Grundgeschirr mit Besteck und Platzdecken für vier Personen enthielt. Leicht variiert gibt es die Start-Box mit einem je 60-teiligen Set aus Essgeschirr, Besteck und Gläsern als „Startbox Plus“ noch heute.

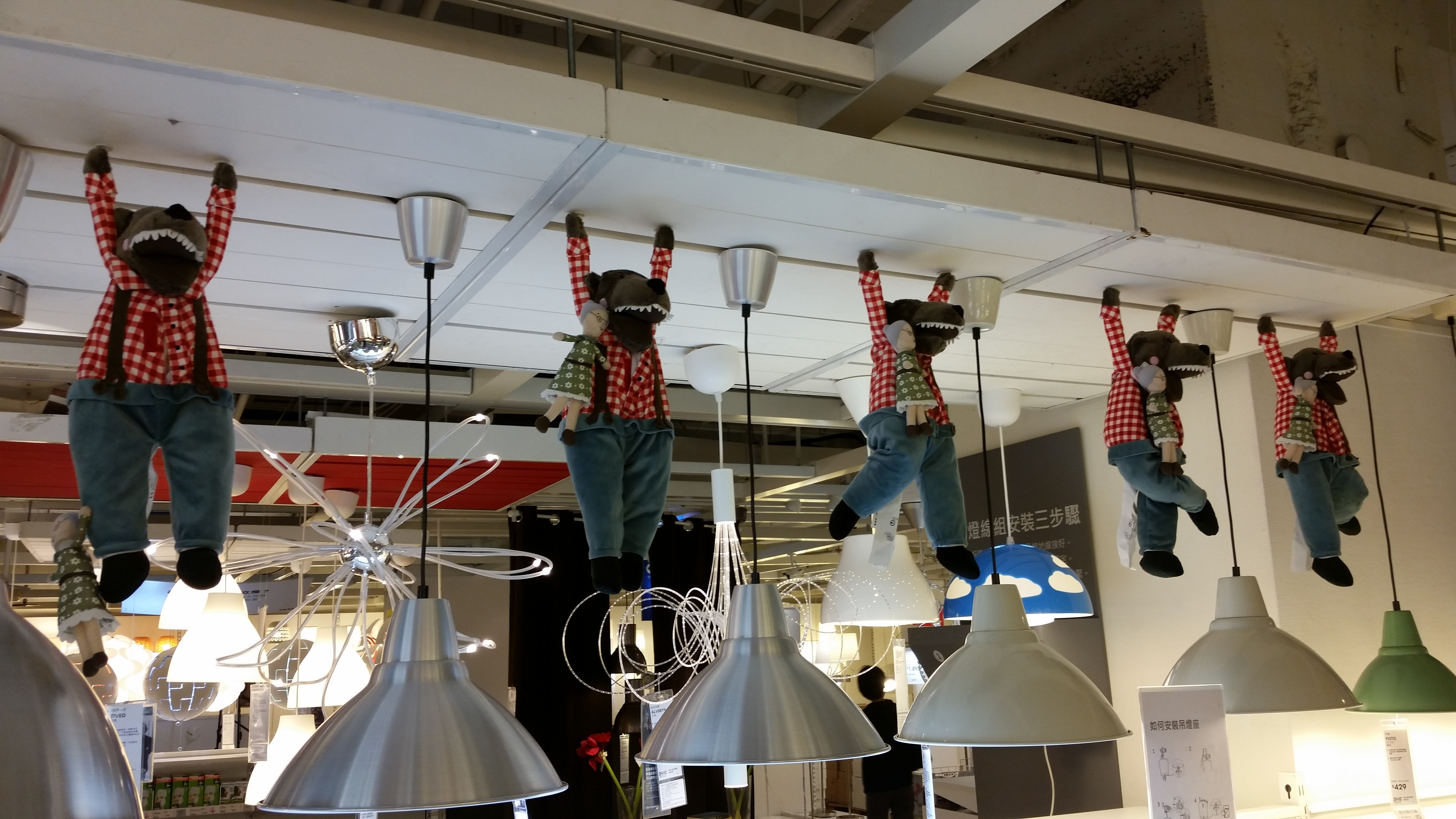
„Lufsig“-Puppen in einem IKEA in Taipeh, Taiwan

Im Dezember 2013 wurde ein Kuscheltier-Wolf namens Lufsig zu einem politischen Protest-Symbol in Hongkong.

### Corporate Design
Das Corporate Design von IKEA besteht aus den Konzernfarben Blau und Gelb, für die Leitsysteme wird auch Gelb verwendet, für Displays auch Rot, Weiß oder Schwarz. Produktnamen werden ausschließlich in Majuskeln geschrieben.
Haus-Schriftarten waren Century Schoolbook und die Futura, ebenso bei Angeboten ein handschriftähnlicher Font. Ab August 2009 löste Verdana die Futura für den Katalog 2010 ab. Für Produktverpackungen wird weiterhin die Futura eingesetzt, vereinzelt auch die Verdana.

### Produktnamen
Da Ingvar Kamprad sich Zahlen schlecht merken konnte, bekamen alle Möbel von Anfang an Namen. Die Namensgebung von IKEA-Waren richtet sich nach den verschiedenen Produktkategorien. Zwei Angestellte beschäftigen sich allein mit den Produktnamen für das umfangreiche Sortiment. Die gewählten Namen sind in der Regel weltweit gleich und zumeist skandinavischen Ursprungs.
Das System der Namensgebung sieht wie folgt aus:
| Artikel | Beispiele                                       | Ursprung des Namens                                                                                              |
| --- | ----------------------------------------------- | --- |
| Polstermöbel, Couchtische, Rattanmöbel, Bücherregale, Musikmöbel, Türknöpfe                                                                                   | Lervik, Sandhem, Karlstad                       | Schwedische Ortsnamen                                                                                            |
| Betten, Kleiderschränke, Dielenmöbel | Hemnes, Malm, Gutvik, Leksvik                   | Norwegische Ortsnamen                                                                                            |
| Esstische und -stühle | Salmi                                           | Finnische Ortsnamen                                                                                              |
| Bücherregalserien | Magiker, Bonde                                  | Berufe |
| Badezimmerartikel | Vättern                                         | Skandinavische Seen, Flüsse und Meeresbuchten                                                                    |
| Küchen | Udden, Bravad, Värde, Metod und Faktum          | Grammatikalische Begriffe, gelegentlich auch andere Namen                                                        |
| Stühle, Schreibtische, Regalsysteme | Markus, Stefan, Jules, Lauri, Ivar, Gorm, Billy | Männliche Vornamen                                                                                               |
| Stoffe, Gardinen, Decken | Indira, Emilia, Andrea                          | Weibliche Vornamen                                                                                               |
| Bettwäsche, Decken, Kissen | Bomull, Mistel                                  | Blumen, Pflanzen, Edelsteine                                                                                     |
| Gardinenzubehör | Index                                           | Mathematische und geometrische Begriffe                                                                          |
| Gartenmöbel | Gullholmen                                      | Schwedische Inseln                                                                                               |
| Teppiche | Roskilde, Valby                                 | Dänische Ortsnamen                                                                                               |
| Beleuchtung | Kvart, Radium                                   | Begriffe aus der Musik, Chemie, Meteorologie, Maße, Gewichte, Jahreszeiten, Monate, Tage, Boote, Seemannssprache |
| Kinderartikel | Mammut, Kritter, Korall, Lufsig                 | Säugetiere, Vögel, Adjektive                                                                                     |
| Küchenutensilien (Besteck, Geschirr, Textilien, Glas, Porzellan, Tischdecken, Servietten u. a.) und Dekorationsartikel (Kerzen, Vasen, Geschenkartikel u. a.) | Optimal, Delikat, Tindra, Smycka                | Fremdwörter, Gewürze, Kräuter, Fische, Pilze, Früchte oder Beeren, Funktionsbeschreibungen                       |
| Schachteln, Wanddekoration, Bilder und Rahmen, Uhren | Lingo, Dynäs                                    | Umgangssprachliche Ausdrücke, auch schwedische Ortsnamen                                                         |
| Jahreszeitliche Produkte (Sommer, Frühling und Weihnachten)                                                                                                   | Sommar, Våren, Kallt                            | Umgangssprachlich auf Jahreszeiten bezogene Ausdrücke                                                            |

Beispiele, die zum IKEA-Produkt (statt zum namensgebenden Begriff) verlinken, sind kursiv dargestellt.

### Fertighäuser
Die unter dem Markennamen BoKlok (übersetzt: smart wohnen) industriell vorgefertigten Häuser in Holzrahmenbauweise werden bezugsfertig verkauft (Skanska). Anders als bei den Produkten aus dem Möbelbereich entfällt bei den Häusern die Eigenleistung des Käufers. Die Häuser haben einen standardisierten, offenen Grundriss, hohe helle Räume, große Fenster und typischerweise private Grünflächen mit einem Apfelbaum. Ansprechen will das Unternehmen mit den Häusern, für die die Finanzierung gleich mit angeboten wird, Geringverdiener und Berufsanfänger.
Die Häuser werden ausschließlich an vom Anbieter festgelegten Standorten errichtet. Neben Häusern bietet IKEA auch einzelne Wohnungen an.
Die Stiftung Warentest kritisiert die Qualität der Häuser und stellt fest, dass die Vertragsklauseln die Käufer zum Teil gravierend benachteiligen: Die Haftung der Firma für Baumängel wird unzulässigerweise eingeschränkt. Einen Fertigstellungstermin garantiert Bien-Zenker nicht. Die Baubeschreibung sei sehr lückenhaft. Die Schlussrate sei zur Zahlung fällig, auch wenn noch Restarbeiten bestünden. Technische Mängel liegen im Schallschutz, in Außenwände könnten keine zusätzlichen Steckdosen, Nägel und Schrauben eingebracht werden. Käufer sind mindestens 15 Jahre lang an einen bestimmten vorgeschriebenen Energieversorger gebunden.
Für das UN-Flüchtlingshilfswerk entwickelte die IKEA-Stiftung Better Shelter eine mobile Flüchtlingsunterkunft und ließ sie ab dem Jahr 2015 in Massen produzieren.

### Rückrufe
Da es erneut zu einem Todesfall kam, erneuerte IKEA Ende 2017 einen Rückruf für 29 Mio. Kommoden. Sie fallen leicht um, wenn sie nicht zusätzlich an einer Wand befestigt werden. In diesem Zusammenhang kam es bisher zu acht Todesfällen und es mussten bereits 50 Mio. USD Entschädigungszahlungen geleistet werden. Die Rückrufaktion als solche gilt bisher nur in den USA und Kanada. In Deutschland wurden Kunden dazu aufgefordert, die Kommoden gemäß der Gebrauchsanleitung zu fixieren.

## Kritik
Siehe auch: IKEA Deutschland#Kritik
IKEA wurde bzw. wird mit Kritik aus einem breiten Spektrum konfrontiert. Zu den Beanstandungen zählen mangelnder Umweltschutz, Überwachung und Diskriminierung der Arbeitnehmer, Kinderarbeit, Ausnutzung von Steuerschlupflöchern und Korruption. Auf einige der kritisierten Punkte ging IKEA ein und stellte entsprechende Mängel ab.
Johan Stenebo, ein ehemaliger IKEA-Manager, machte in seinem Buch Die Wahrheit über IKEA der Firma schwere Vorwürfe in Bezug auf Umweltschutz, Diskriminierung und Überwachung von Mitarbeitern und Kinderarbeit.

### Umweltschutz und Tierschutz
Laut Stenebo wurden etwa von den 200 Millionen Bäumen im Jahr für IKEA etwa 70 Millionen illegal aus russischen Taiga-Wäldern geholt, die über chinesische Zwischenhändler an IKEA verkauft werden:

„Chinesen sind besonders umtriebige Geschäftsleute, und Ethik war nie ihre Stärke. Deshalb begeben sie sich in Massen über die Grenze nach Sibirien und holzen dort illegal und völlig unkontrolliert einen der schützenswertesten Urwälder der Welt ab. Einer der eifrigsten Käufer ist IKEA.“

Ähnliches berichtete im November 2011 die Magazinsendung Plusminus. In der Republik Karelien werden im Auftrag der Tochterfirma Swedwood schützenswerte Wälder (High Conservation Value Forests, HCVF) kahlgeschlagen, obwohl Swedwood vom Forest Stewardship Council zertifiziert ist.

„Dort oben werden Urwälder kahlgeschlagen. Wenn Ikea so sehr auf Umweltschutz achtet, warum wollten sie dann ausgerechnet dieses Land dort oben pachten, wo bekannt ist, dass es sich um schützenswerte Wälder handelt?“

2014 stellte Swedwood den Betrieb in Karelien ein.
Der Ankauf von Waldgebieten durch die Ikea Resource Independence Forest Assets (IRI Forest Assets) in Rumänien – wo IKEA im Juli 2019 mit über 30.000 Hektar der größte private Waldeigentümer war und 8 Prozent seines Holzes bezog – wurde 2016 und 2019 aufgrund von Korruptionsvorwürfen, die IKEA bestreitet, und der Abrodung alter CO2- und feuchtigkeitsspeichernder sowie artenreicher und resilienter Wälder kritisiert. IKEA bestätigte dem SRF und dem SWR gegenüber, Rumänien sei ein „Hochrisikoland“ der Holzindustrie und Eigentumsstreitigkeiten existierten, man halte aber alle Gesetze ein und kaufe nur zertifiziertes Holz.
Der Möbelkonzern nahm einem Bericht am 1. Dezember 2009 des ARD-Magazins Fakt Gänsekeulen aus tierquälerischer Haltung aus dem Angebot, die Tiere wurden lebend gerupft.
Im Februar 2010 berichtete das Greenpeace-Magazin über den massenhaften Einsatz von Palmöl, das auf gerodeten Urwaldflächen in Indonesien und Malaysia erzeugt wurde, zur Produktion von Hunderten Millionen Kerzen.
Ende November 2017 musste IKEA in neun Ländern eine Tierschutz-Auszeichnung zurückgeben, da es seine Selbstverpflichtungen für eine bessere Masthühnerhaltung nicht eingehalten hatte. Das Unternehmen, das zu den größten Restaurantbetreibern Deutschlands und Europas zählt, hatte 2011 den „Good Chicken Award“ („Das werte Huhn“) der Tierschutzorganisation Compassion in World Farming für seine Zusagen erhalten, binnen fünf Jahren mehrere Tierschutzkriterien umzusetzen.

### Überwachung und Diskriminierung der Arbeitnehmer
Der ehemalige IKEA-Manager Stenebo warf dem Konzern „Stasi-Methoden“ vor, d. h. Mitarbeiter würden bespitzelt und Frauen sowie Schwarze diskriminiert. Zudem gehe es IKEA bei der Wahl der Lieferanten zu sehr um den Preis und nicht um Umweltschutz oder Produktionsmethoden, Kinderarbeit sei die Folge.
Anzeigen durch die Gewerkschaft gab es im Februar 2012 bei IKEA in Frankreich, nachdem bekannt geworden war, dass Mitarbeiter bespitzelt wurden und dabei auch vertrauliche Daten in das Unternehmen gelangten, die üblicherweise nur der Polizei zugänglich sind. Der Unternehmenschef Jean-Louis Baillot soll an den Bespitzelungen beteiligt gewesen sein. Die Polizei führte in der französischen Zentrale Hausdurchsuchungen durch.
Ein französisches Gericht verurteilte IKEA im Juni 2021 zu einer Geldstrafe in Höhe von einer Million Euro. Die Richter sahen es nach einem Bericht von Spiegel Online als erwiesen an, dass die französische Tochtergesellschaft unrechtmäßig Daten über einige seiner Angestellten sammelte und speicherte. Zu den Tätern zählten mehrere Filialleiter und Mitarbeiter der Personalabteilung sowie ein Privatdetektiv und Polizisten. Auch Jean-Louis Baillot, der ehemalige Chef von Ikea-France, wurde in dem Fall für schuldig befunden und zu zwei Jahren Haft auf Bewährung verurteilt. Außerdem musste er eine Geldstrafe von 50.000 Euro bezahlen.

### Steuerschlupflöcher und Korruption
Kritisiert wird außerdem, dass das Unternehmen unter anderem durch Verschiebung von Gewinnen kaum Steuern zahlt. Ingvar Kamprad gab dazu an, das Prinzip von IKEA sei es schon immer gewesen, Kosten zu vermeiden, und Steuern seien eben auch Kosten.
Die Fernsehmagazine Monitor und Frontal21 berichteten 2010 über aggressive Ausnutzung von Steuerschlupflöchern, Überwachung von Mitarbeitern und Behinderung von Betriebsräten sowie von Korruptionsfällen. IKEA hat daraufhin Verbesserungsmaßnahmen etabliert. Genaueres bei IKEA Deutschland.
Das französische Wirtschaftsmagazin Capital beschrieb die Steueroptimierung von IKEA detailliert. Das Prinzip ist, Kosten in Ländern mit hohen Steuern und Gewinne in Ländern mit niedrigen Steuern anfallen zu lassen. So müssen die Ländergesellschaften, die die Möbelhäuser und den Verkauf organisieren, eine Pauschalabgabe von 3 % des Umsatzes an die Holding Gesellschaft Inter IKEA Systems B.V. in den Niederlanden abführen, die es über mehrere weitere Firmen in Luxemburg und Liechtenstein schließlich an die Eigentümerin, die gemeinnützige Stiftung Stichting Ingka Foundation in den Niederlanden überweist. Diese Stiftung finanziert mit ca. 200 Millionen € pro Jahr gemeinnützige Werke, ihre Reserven beliefen sich 2022 auf 43 Milliarden €.
Ende 2017 geriet IKEA auch ins Visier der EU-Wettbewerbsbehörde. Diese will die Steuervereinbarungen mit den Niederlanden prüfen, wodurch sich die Unternehmensgruppe rund eine Milliarde Euro an Steuerzahlungen erspart haben könnte. Der Mechanismus dieser Steuerersparnis bestand darin, dass die niederländische Holding Inter Ikea Systems B.V. die Ikea Patente für 9 Milliarden € kaufte und dies durch einen Kredit in Höhe von 5,4 Milliarden € der Liechtensteiner IKEA-Stiftung finanzierte. Die Zinsen dieses Kredits blieben steuerfrei. Die Prüfung der Zulässigkeit durch die EU-Wettbewerbsbehörde war 2022 noch nicht abgeschlossen.

### Zwangsarbeit im 20. Jh.
Recherchen in Stasi-Unterlagen und Aussagen von damaligen Strafgefangenen ergaben, dass in den 1970er und 1980er Jahren Möbel von politischen Häftlingen und Strafgefangenen in DDR-Gefängnissen hergestellt wurden. Auch minderjährige Strafgefangene wie beispielsweise aus dem Jugendhaus Halle wurden in sogenannten Außenarbeitskommandos beim VEB Metalldrücker Halle eingesetzt, der Wohnraumleuchten für IKEA produzierte. Der Stasi-Bundesbeauftragte Roland Jahn verlangte von Firmen Aufklärung über die DDR-Zwangsarbeit. Auf einer Pressekonferenz am 16. November 2012 räumte IKEA die Produktion von Artikeln durch politische Häftlinge in der DDR ein, bedauerte den Einsatz von Zwangsarbeitern und entschuldigte sich dafür. Kritisiert wurde, dass IKEA die Unternehmensberatung Ernst & Young und keine geschichtswissenschaftliche Organisation mit der Untersuchung beauftragt hatte. IKEA finanzierte daraufhin ein Forschungsprojekt der Union der Opferverbände Kommunistischer Gewaltherrschaft (UOKG) zur Zwangsarbeit in DDR-Gefängnissen, das 2014 im Druck erschien und die Verflechtungen von IKEA mit der Zwangsarbeit von politischen Häftlingen der SED-Diktatur beschreibt. Die DDR-Opfer-Hilfe forderte einen Entschädigungsfonds für die Zwangsarbeiter. Am 29. Oktober gab die SED-Opferbeauftragte beim Deutschen Bundestag, Evelyn Zupke, bekannt, dass ihr seitens IKEA eine Absichtserklärung übergeben wurde, die besagt, dass man sich mit einer Summe von 6 Mio. Euro an dem geplanten Entschädigungsfonds beteiligen werde.

### Verödung von Stadtzentren
Als „IKEA-Effekt“ wird im Städtebau vereinzelt die Beobachtung bezeichnet, dass die Neuanlage eines IKEA-Marktes außerhalb des Stadtzentrums üblicherweise zu einer Agglomeration weiterer Fachmärkte führt, was als Konsequenz eine Auslagerung des Handels und eine Verödung des für das Stadtzentrum relevanten Einzelhandels haben kann.

### Gesundheitsgefährdende Stoffe
Das Verbraucher-Magazin Öko-Test konnte 2003 in einem Test giftiges Formaldehyd in verschiedenen IKEA-Möbeln nachweisen.

### Zerstörung von Kulturgut
2007 wurden beim Bau eines IKEA-Einrichtungshauses etwa 12 ca. 1800 Jahre alte gut erhaltene Grabanlagen in Nanjing (China) zerstört. Lokale Archäologen baten um Aufschub der Bauarbeiten, was ihnen jedoch verwehrt wurde.

### Billiglohn
Vierzig Personalvertreter hielten ab 8. Februar 2010 für mehrere Tage den Firmensitz in Plaisir (Département Yvelines) besetzt, um ihren Gehaltsforderungen Nachdruck zu verleihen.
Am 25. August 2014 wies die ARD erneut nach, dass IKEA unter Billiglohnbedingungen in Belarus produzieren lässt. Danach macht sich IKEA die einfachen Verhältnisse zunutze, um über den zentralisierten Staatsapparat einheitliche firmengünstige Handelsbedingungen festzuschreiben. IKEA leugnete in der Sendung, dass in Belarus produziert würde, und berief sich auf die strengen ethischen Firmengrundsätze. Die ARD stellte diese als vorgetäuscht dar.
Von 2018 bis 2021 soll IKEA seine Einkäufe in Belarus von 130 Millionen Euro auf etwa 300 Millionen Euro pro Jahr erhöht haben. Im November 2022, neun Monate nach dem Beginn des Russischen Überfalls auf die Ukraine, enthüllten französische Journalisten, dass die Möbel im System eines engen Putinvertrauten produziert worden sein könnten und womöglich auch durch Zwangsarbeit. Große Teile der Holz- und Möbelproduktion sind staatlich kontrolliert. Die EU verhängte nach dem Beginn des Überfalls Sanktionen gegen Belarus. Belarus darf zum Beispiel kein Holz, kein Öl, keinen Stahl und keinen Dünger exportieren - wohl aber Möbel und Papier. Nach diesen Enthüllungen versicherte IKEA, Zwangsarbeit nicht zu dulden. IKEA erneuerte sein (schon vor und nach Beginn des Überfalls mehrfach gemachte) Versprechen, sich aus Belarus zurückzuziehen.

## Ausstellungen

### Democratic Design – IKEA(München 2009)
Die Münchner Pinakothek der Moderne zeigte 2009 unter dem Titel Democratic Design – IKEA eine Marken-Design-Ausstellung mit IKEA-Objekten. In einer Rezension der Ausstellung in Kunstforum International wird das „democratic design“ von IKEA in den Kontext der programmatischen Ideen der schwedischen Frauenrechtlerin und Reformpädagogin Ellen Key sowie in die Entwicklung Schwedens zu einem modernen, egalitären, sozial- und familienorientierten Staat gestellt.

### Fenomen IKEA(Hamburg 2010)
Vom 6. November 2009 bis zum 28. Februar 2010 war im Museum für Kunst und Gewerbe Hamburg die Sonderausstellung Fenomen IKEA zu sehen. Die Ausstellung ging der Frage nach, inwieweit das südschwedische Unternehmen die Ideen vom Deutschen Werkbund, Bauhaus und deren Nachfolgern, bezahlbare Möbel für alle zu schaffen, einlöst.

## Trivia
Im Jahr 2001 veröffentlichte der Einrichtungskonzern einen Werbespot in welchem Billy Idol rappte. Der Spot wurde in einer schwarzweißen sowie einer leicht abgeänderten, colorierten Fassung ausgestrahlt.
In der Videospielserie Grand Theft Auto wird IKEA mit dem Namen „KRAPEA“ persifliert. „Crap“ ist der englische Ausdruck für Mist.
Für das britische Fernsehen wurde 2014 der IKEA-Werbespot Beds produziert.
Rund zwei Dutzend Kabarettisten schildern den alltäglichen Irrsinn beim Einkauf von Teelichtern oder beim Verzehr von Köttbullar-Bällchen.

## Dokumentation
- Wie Ikea den Planeten plündert. Regie: Marianne Kerfriden und Xavier Deleu, ARTE F, Frankreich, 95 Minuten, 2023 (online bei www.arte.tv)